# 北斗星 (列車)
北斗星（ほくとせい）は、かつて上野駅 - 札幌駅間を東北本線・いわて銀河鉄道線・青い森鉄道線・津軽海峡線（津軽線・海峡線・江差線）・函館本線・室蘭本線・千歳線を経由して運行していた寝台特別急行列車である。食堂車やロビーカー、個室寝台を連結し、「日本初の豪華寝台特急」ともいわれた。
本項では過去に同様の系統で運行された、臨時寝台特急列車「エルム」などについても記載する。

## 概要
青函トンネル（津軽海峡線）が開業した1988年（昭和63年）3月13日に、初めて東京と北海道を乗り換えなしで直行する列車として運行を開始した。定期運行当時、走行距離 1,214.7 kmはJRグループが運行する定期旅客列車として、2005年（平成17年）3月1日に寝台特急さくらが廃止されて以降、当北斗星が廃止されるまでの間は最長距離であった。定期運行末期の段階では、臨時列車も含めた全旅客列車で、「トワイライトエクスプレス」に次ぎ、同一経路で運行される「カシオペア」と同順位の2位であったが、「トワイライトエクスプレス」の廃止後は1位となった。
運行開始当初は1日3往復が運行され、うち1往復は臨時列車扱いだった。1989年（平成元年）3月11日には3往復全てが定期列車となった。
1999年（平成11年）7月16日の「カシオペア」運行開始後は1往復が臨時列車に格下げされ、2往復の運行となった。また2008年（平成20年）3月15日以降は北海道新幹線建設工事に伴い、青函トンネルを含む津軽海峡線区間での夜間工事時間帯確保のため、1往復の運行となった。
運行開始から25年以上を経てもなお、首都圏 - 北海道間相互の観光客需要を中心に根強い人気があった。2008年以降、1往復に減便されたことも相まって、特に繁忙期は個室寝台を中心に、1か月前の寝台指定券発売開始後すぐに売り切れることも多かった。しかし、車両の老朽化や北海道新幹線の走行試験が始まることなどを理由に、2015年（平成27年）3月14日のダイヤ改正をもって定期運行を終了した。
但し、車両の全般検査（自動車で言う車検）の期間が残っていたため、同年4月2日からは臨時列車として、「カシオペア」と同様のダイヤを用いて2日に1便（始発駅基準）でカシオペアと交代する形で運行していた。個室寝台を倍加しロビーカーも1両分に組み替えられた。2015年8月22日札幌発、翌23日上野着の列車をもって臨時運行も終了して27年半の歴史に幕を閉じた。また国鉄時代より57年に亘って運行された「ブルートレイン」もその営業運転に幕を閉じることとなった。

### 列車名の由来
天体の北斗七星・北極星が由来となっており、「夜行列車は天体名にちなむ」とかつての慣例や「宇宙的なイメージ」からとされる。急行「はまなす」・快速「海峡」とともに、一般公募により決定された。なお、一般公募で募られた候補は「北海」が得票数1位で、以下「タンチョウ」「オーロラ」などが続いたが、結局はわずか15票で108位の「北斗星」が採用された。

### 架線電圧変更と存続問題
北海道新幹線開業により青函トンネルを含む約82kmが新幹線と在来線の共用走行区間となり、架線電圧が在来線用の20,000 V から新幹線用の25,000 V へと変更される。
2013年11月6日、2015年度末（2016年春）に予定されている北海道新幹線開通に合わせ、同年度中に廃止される見込みであることが報道された。北海道新幹線開業に伴う青函トンネルの架線電圧の変更に伴い従来の電気機関車が使えなくなり、JR北海道と東日本では代わりの機関車の新造予定もないため、夜行急行「はまなす」や寝台特急「カシオペア」とともに2016年3月に予定されている北海道新幹線開業前に廃止となる公算が極めて大きいとの見方から、存続問題に関心が集まっていた。
2014年8月、北海道・青森県・岩手県の幹部が国土交通省を訪れ、寝台特急「カシオペア」や「北斗星」の存続をJR北海道などに働きかけるよう求める要望書を手渡した。
2014年12月4日、「北斗星」を2015年3月14日のダイヤ改正で廃止する方向となったことが報道された。老朽化に加え北海道新幹線開通に関連して青函トンネル等の工事や走行試験が始まることが理由としている。その後、同月19日に正式に廃止が発表された。発表によれば、「引き続き設定が可能な時期（8月下旬頃）まで、臨時列車として運転いたします」とされ、記事のとおり8月の下旬にあたる8月23日上野到着を以て廃止となった。
2015年1月23日に最終運行日を同年8月22日札幌発にすることおよび臨時列車化後は「カシオペア」と同様のダイヤで運行することが発表された。
廃止後の客車に関し、北海道編成は既に海外に譲渡・売却されたものを除き陣屋町に留置されていたが、2015年9月14日から解体が始まった。運行終了に前後して複数の譲渡希望があった。東日本編成も結局、売却・譲渡された一部の車両を除き順次長野総合車両センターに向け廃車回送され、10月2日より解体が始まった。

## 運行概況

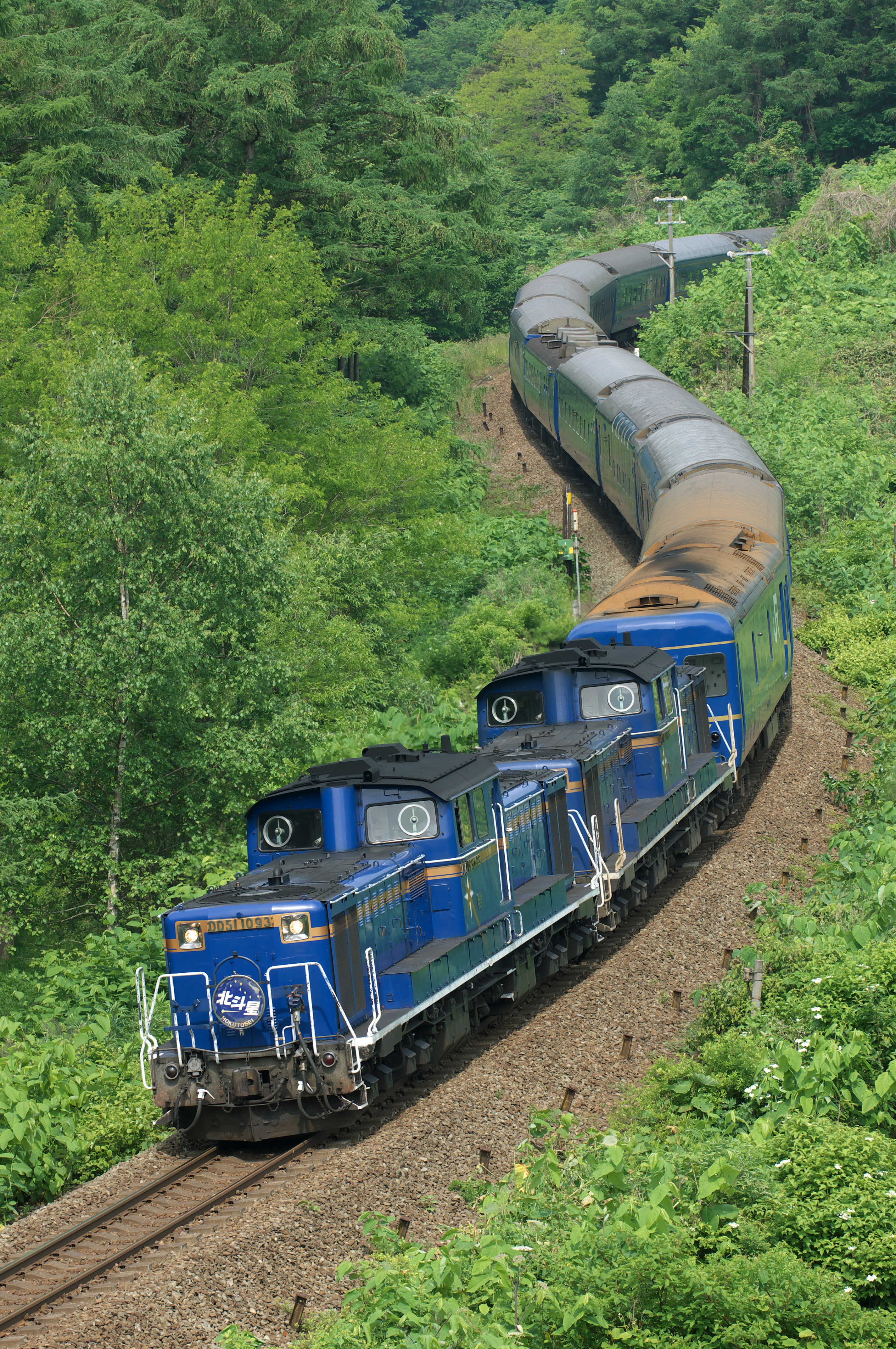
DD51牽引による「北斗星」

1日1往復、片道約16時間を掛けて上野 - 札幌間を走行した。列車番号は下りは8007・上りは8008であった。
なお、定期列車時代末期の列車番号は下りが 1、上りが 2 であった。
- 最高運転速度
  - 上野 - 青森間 - 110km/h
  - 青森 - 新中小国信号場間 - 100km/h
  - 新中小国信号場 - 木古内間 - 110km/h
  - 木古内 - 函館間 - 100km/h
  - 函館 - 札幌間 - 95km/h

### 停車駅
上野駅 - 大宮駅 - 宇都宮駅 - 郡山駅 - 福島駅 - 仙台駅 - 函館駅 -（下りは藤城支線経由、上りは渡島大野（現・新函館北斗）経由）- 森駅 - 八雲駅 - 長万部駅 - 洞爺駅 - 伊達紋別駅 - 東室蘭駅 - 登別駅 - 苫小牧駅 - 南千歳駅 - 札幌駅
- このほか、上下列車とも一ノ関駅・盛岡駅・青森駅に、上り列車のみ蟹田駅に運転停車する。
  - 青森駅では牽引機関車の交換と運転士・車掌の交代[8]、一ノ関駅と盛岡駅では運転士の交代が行われた。両名ともにJR東日本とJR北海道が交代。
  - また、落部駅で後続の特急「スーパー北斗」1号の待避を行っていたが、2014年3月15日のダイヤ改正で同列車の函館駅発車時刻が42分繰り上がったため待避は行われなくなった。
- 災害などで東北本線が長期不通となった場合、大宮 - 青森間を高崎線・上越線・信越本線・羽越本線・奥羽本線経由で運行されることがあった。東北地方太平洋沖地震（東日本大震災）以前では、常磐線経由での迂回運行もあった。また、2000年の有珠山噴火の際には、室蘭本線が不通となったため長万部 - 札幌間を函館本線経由で迂回した。[注釈 3]
- 本州内では東北新幹線と並走し、上野 - 仙台間では相互のりかえ可能であるため、下り列車では、スケジュールの都合等で上野や大宮から乗車できないなどの場合や万一の乗り遅れでも後続の新幹線で追いかけることができた。上り列車では、新幹線に乗りかえることで首都圏への時間短縮を図ることもできた。なお、上り列車で大幅遅延が発生した場合は同区間以北の新青森駅、八戸駅、盛岡駅などでも新幹線への振り替え輸送を行うことがあった。運転中止の時間帯や場所にもよるが、新青森では代行バスなどで連絡することが多かった。
- 北海道内の一部の駅ではプラットホームの有効長が列車の長さに満たないため、ホームからはみ出す車両はドアカットされ乗降できなかった。
- 運行開始当初は、従来の青函航路接続ダイヤの代替として、青森駅のほか八戸駅・花巻駅・水沢駅にも停車するダイヤを設定した。

### 使用車両・編成

#### 牽引機関車

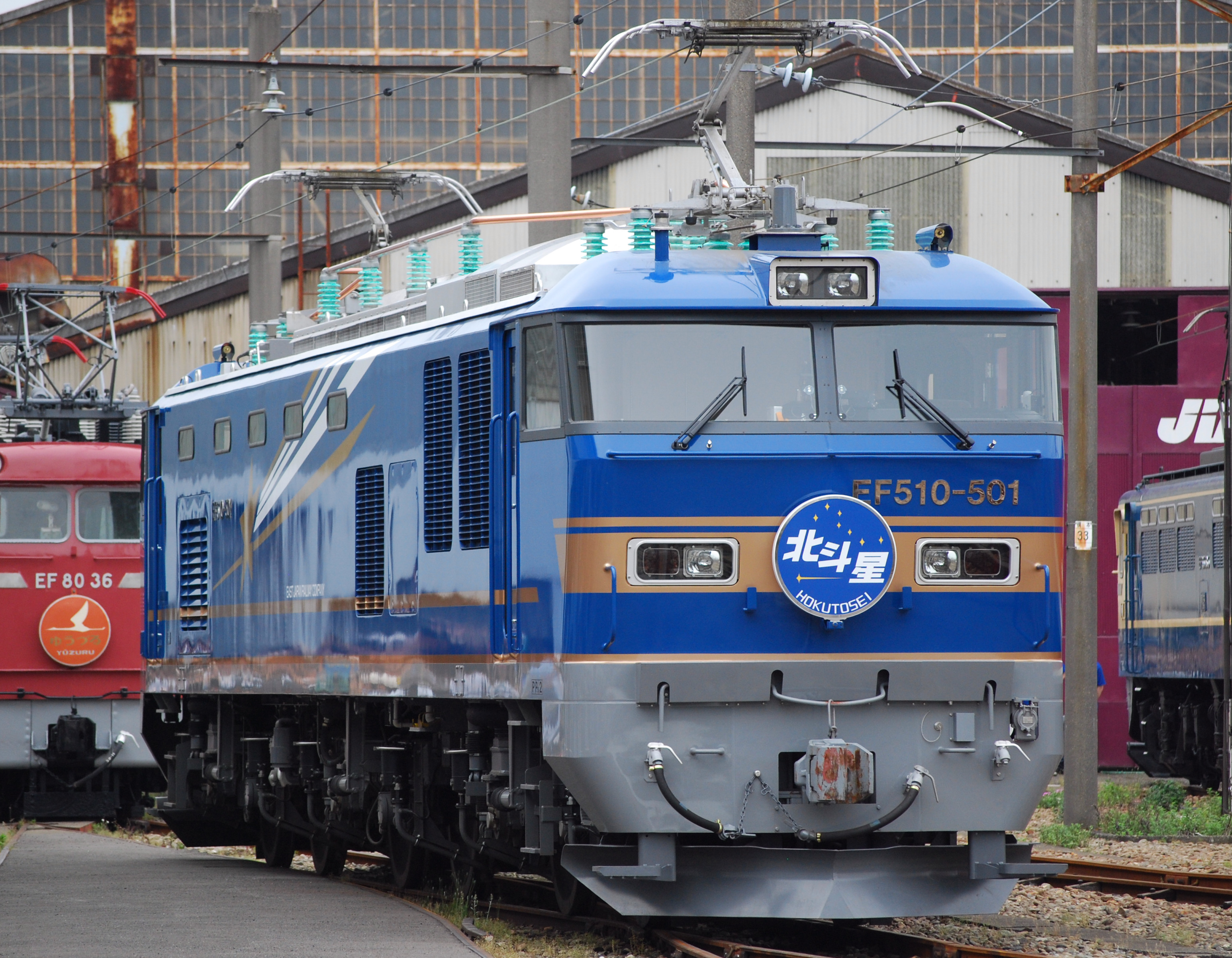
EF510形電気機関車
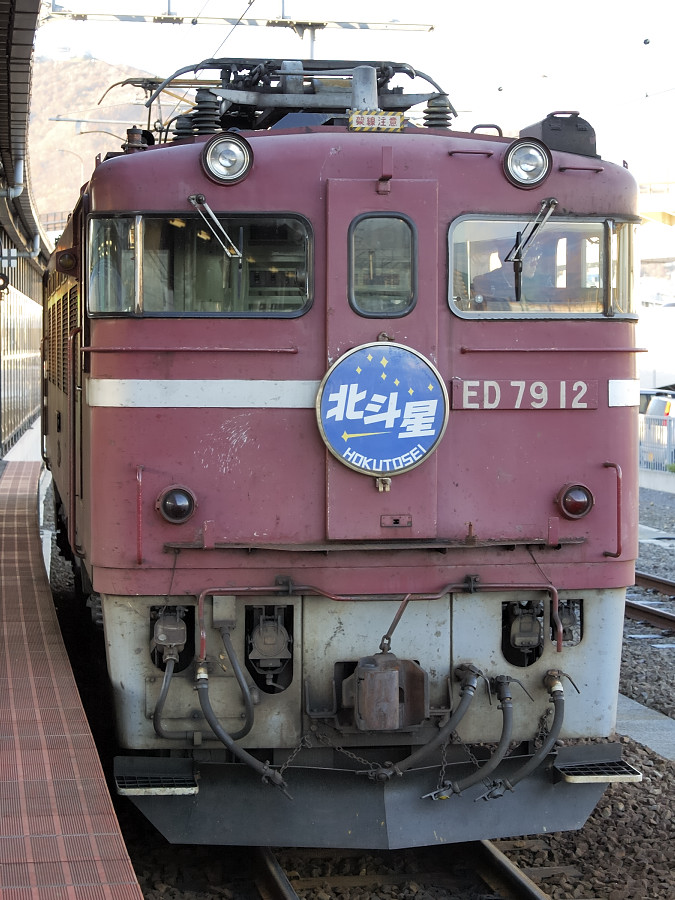
ED79形電気機関車
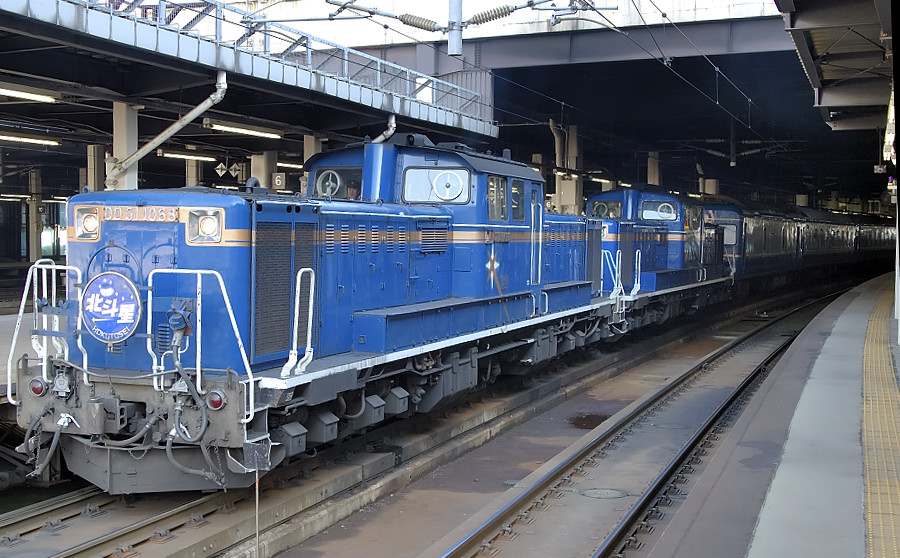
DD51形ディーゼル機関車

使用された牽引機関車
EF510形500番台（JR東日本田端運転所所属）
上野 - 青森間を牽引。黒磯駅列車選別装置を搭載。500番台のうち、主に青を基調とした「北斗星」塗色の車両が使われたが、シルバーを基調とする「カシオペア」塗色の車両とも共通運用のため、後者が充当される場合もあった。計6両のうち前者4両・後者2両。なお、2013年までは前者13両・後者2両の計15両が存在したが、前者13両のうち9両は余剰に伴いJR貨物に売却、残りもカシオペア運行終了を待って全車売却され、JR東日本での車籍を失った。
ラストランで使用された機関車はEF510-515号機である。
ED79形電気機関車（JR北海道函館運輸所青函派出所所属）
青森 - 函館間を牽引。
ラストランで使用された機関車はED79-20号機である。
DD51形ディーゼル機関車（JR北海道函館運輸所所属）
函館 - 札幌間を牽引。青を基調とし、流星マークを付けた「北斗星色」と称される塗装を施した。
なお、函館本線の七飯 - 森間（大沼公園経由）に急勾配区間があることや、他の高速列車への影響を避けるため、重連で牽引した。
運行開始直後は塗装変更期間の過渡期でもあったことから、国鉄色と北斗星色の混結も見られた。
ラストランで使用された機関車はDD51-1100、1138号機である。

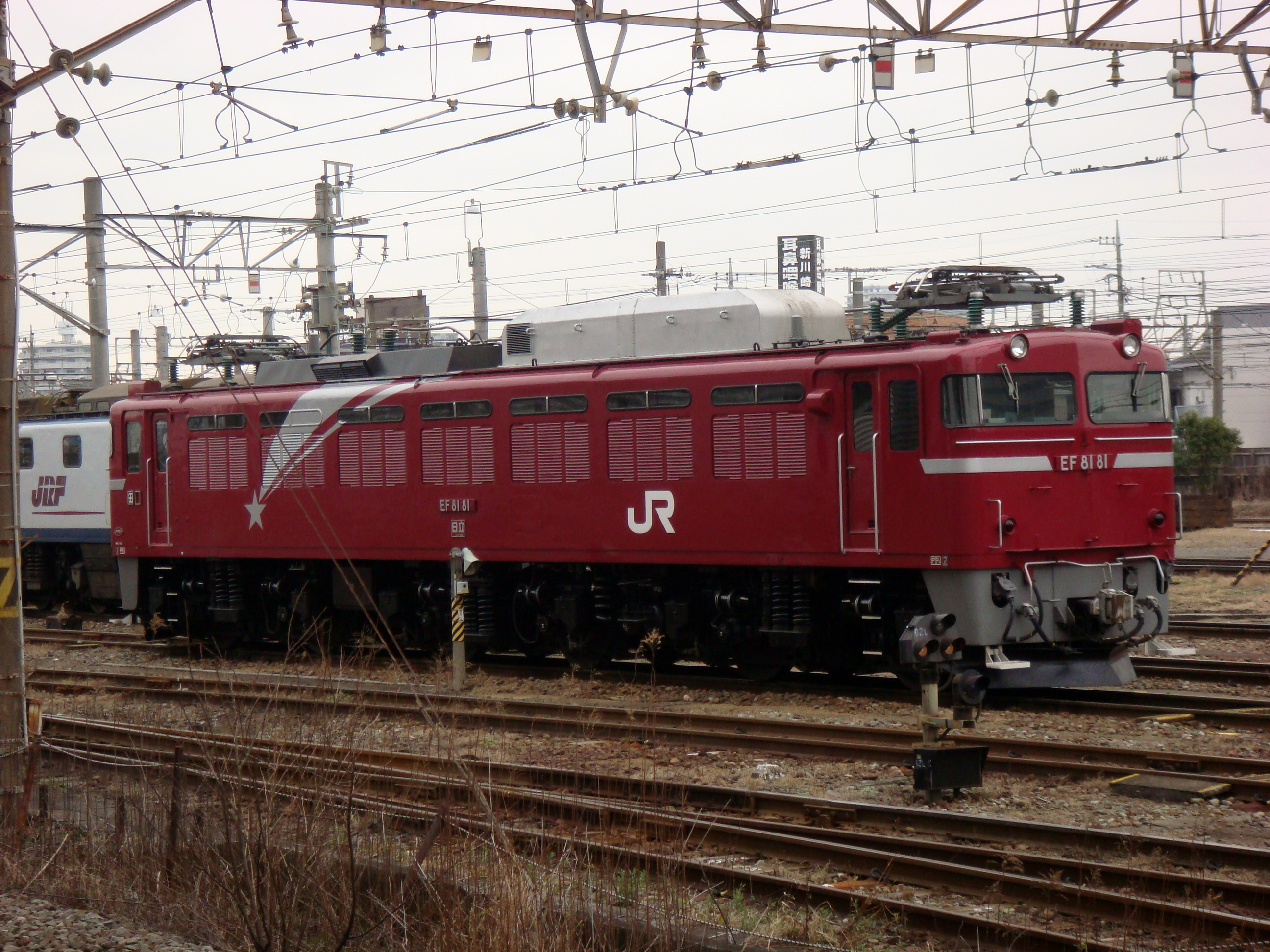
EF510形電気機関車
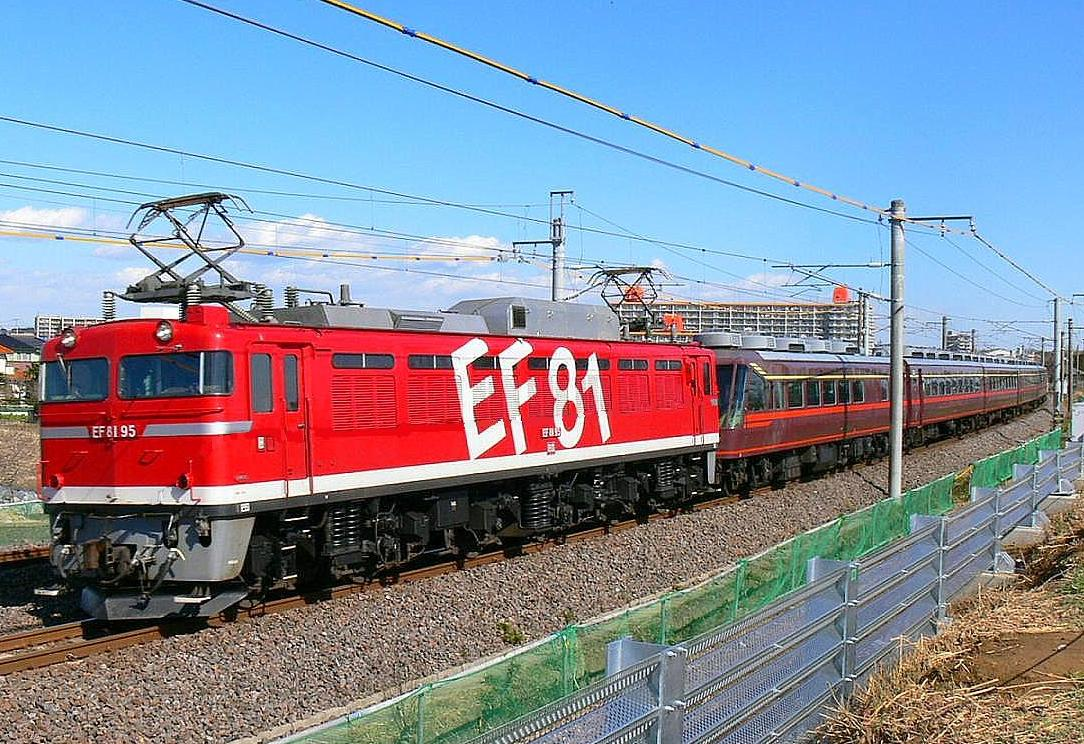
EF81形電気機関車 「レインボー色」
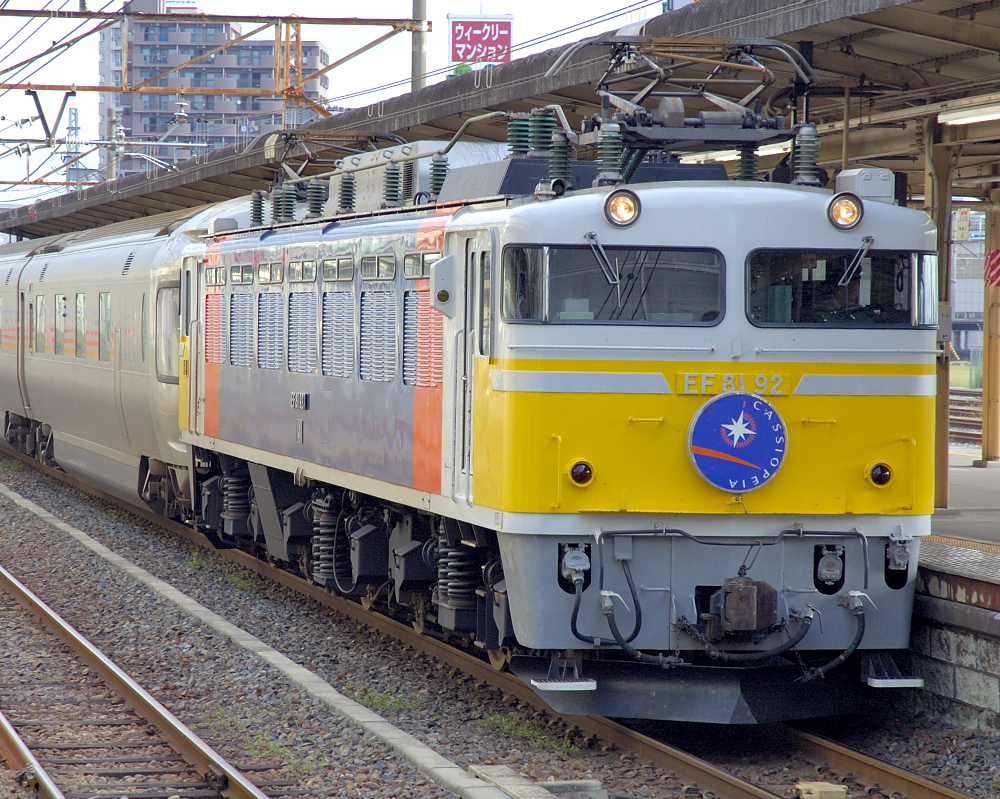
EF81形電気機関車 「カシオペア色」
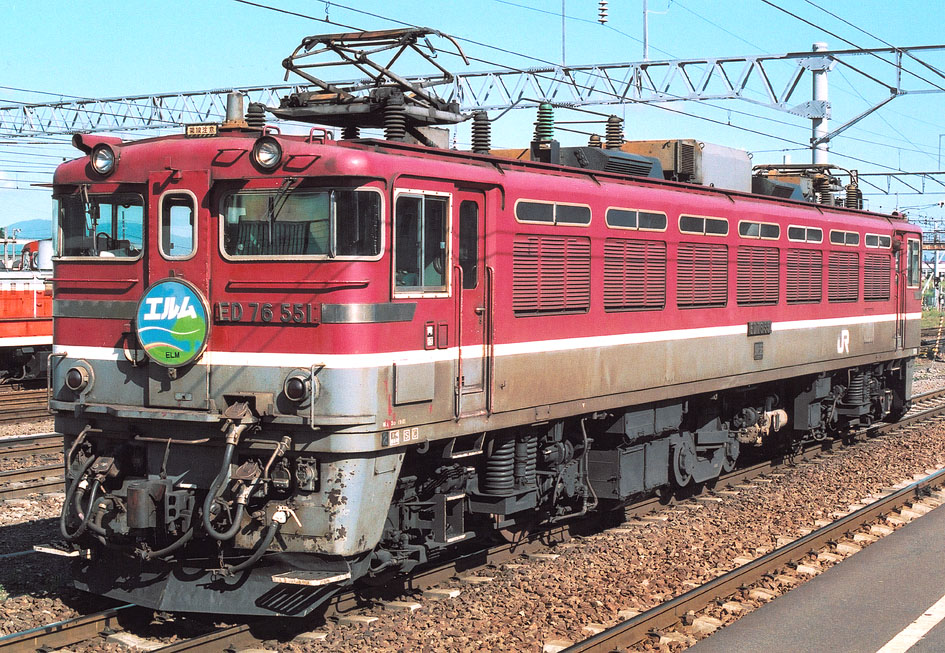
ED79形電気機関車
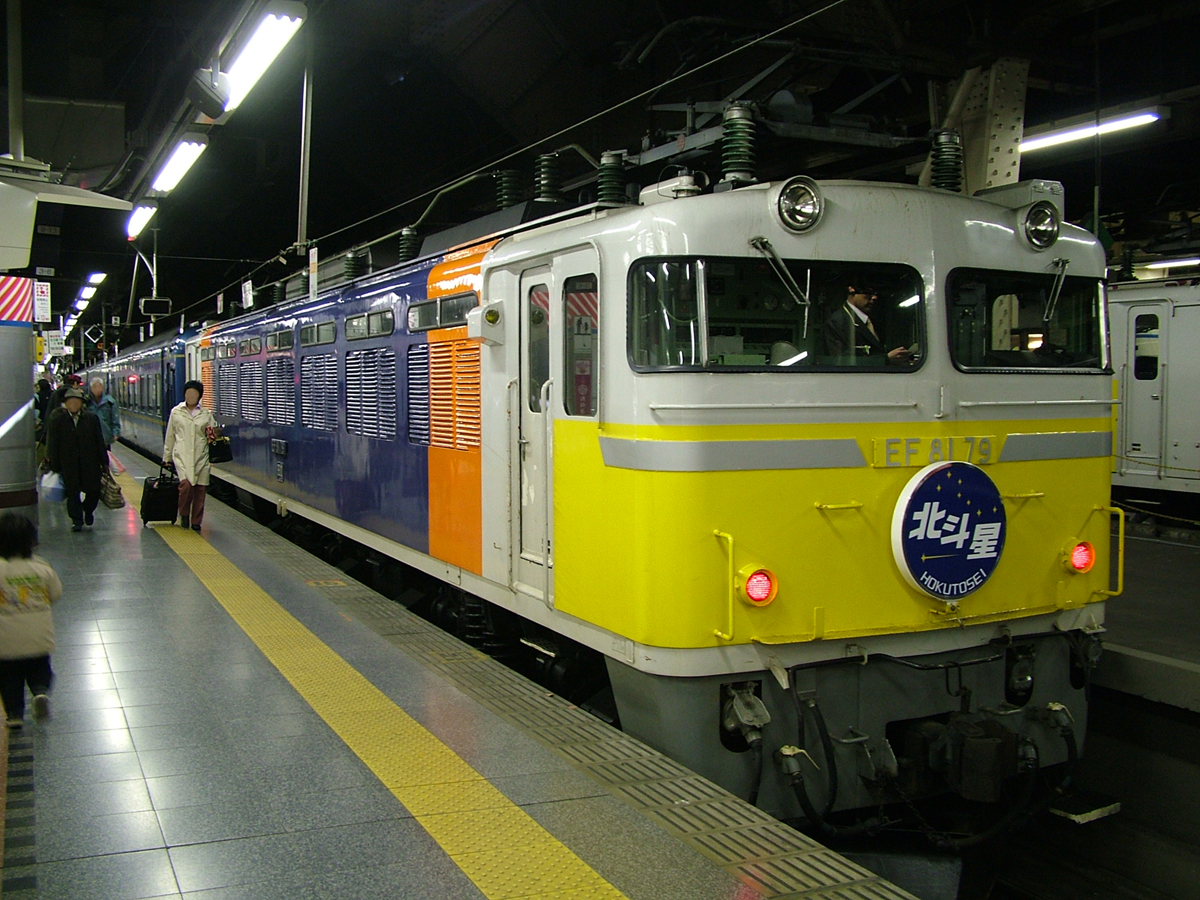
EF81形電気機関車 「カシオペア色」北斗星牽引時の様子

- DD51形ディーゼル機関車

往時の牽引機関車
EF81形電気機関車（田端運転所所属）
運行開始以来、一貫して上野 - 青森間を牽引していた。上野発は2010年7月13日、札幌発は同年7月14日の列車が最終運用となった。
黒磯駅構内のデッドセクションで、電源の交直流切替を無停車で行う列車選別装置の取り付けや、主電動機の再整備等の改修工事を施工した車両が限定使用されていた。施工車は「北斗星」カラーと称される流星マークを付けた車両のほか、「レインボーカラー」の95号機と「カシオペア」塗装機の3両が該当。列車選別装置はすべての車両に取り付けられたため、突発的な運用変更で貨物機が「北斗星」牽引に使用された際にも、黒磯駅での交直切替は無停車で行われていた。
ED76形電気機関車（旧・青函運転所に所属）
ED79形の増備として改造された550番台 (ED76 551) は、運用によっては当列車へも充当され、2001年に廃車されるまでED79形とともに青森 - 函館間で使用された。
同機は車体長がED79形より長く、停止位置目標が異なることから、函館駅を経由せず五稜郭駅で機関車を交換する「トワイライトエクスプレス」に多用されていた。
- EF81形電気機関車
「北斗星色」
- EF81形電気機関車
「レインボー色」
- EF81形電気機関車
「カシオペア色」
- ED76形電気機関車
 (ED76 551)
- EF81形電気機関車
「カシオペア色」北斗星牽引時の様子

#### 客車
客車は24系客車で、全車尾久車両センター所属の12両編成で、2015年4月2日から臨時列車としては札幌発の8月22日まで運転された。青森駅と函館駅において方向転換を行うため、両駅間は進行方向が変わり、逆編成となった。2012年3月までは、短絡線経由で青森信号場に運転停車し、方向転換は函館駅のみで行っていたため、函館 - 札幌間が逆編成だった。
過去に存在したJR北海道所属車両の特色として、個室寝台車（ソロ・デュエット）の車体側面は本列車専用デザインのエンブレムが取り付けられていた。これはオリエント急行に使用されているワゴン・リ客車の「向かい獅子」のマークを参考にデザインしたものといわれている。その後廃車に伴い、盗難防止のためにすべて撤去された。

### 客室設備
- 個室寝台主体の列車ではあるが、「カシオペア」とは異なり、乗客が利用できるコンセント設備は「ロイヤル」個室内および各車の共用洗面所（電気シェーバー用のAC100V電源）のみだった。
- 「ロイヤル」以外の客室にはタオルなどのアメニティ類は常備されていない。石鹸が各車の共用洗面所にあるほかは、就寝時用の浴衣のみであるため、食堂車で購入するか持参する必要があった。
- なお、利用に際して、寝台料金に加え運賃・特急料金も別途必要となる。以下の利用金額は2014年4月1日以降の消費税8%を適用後のものである。

#### A寝台

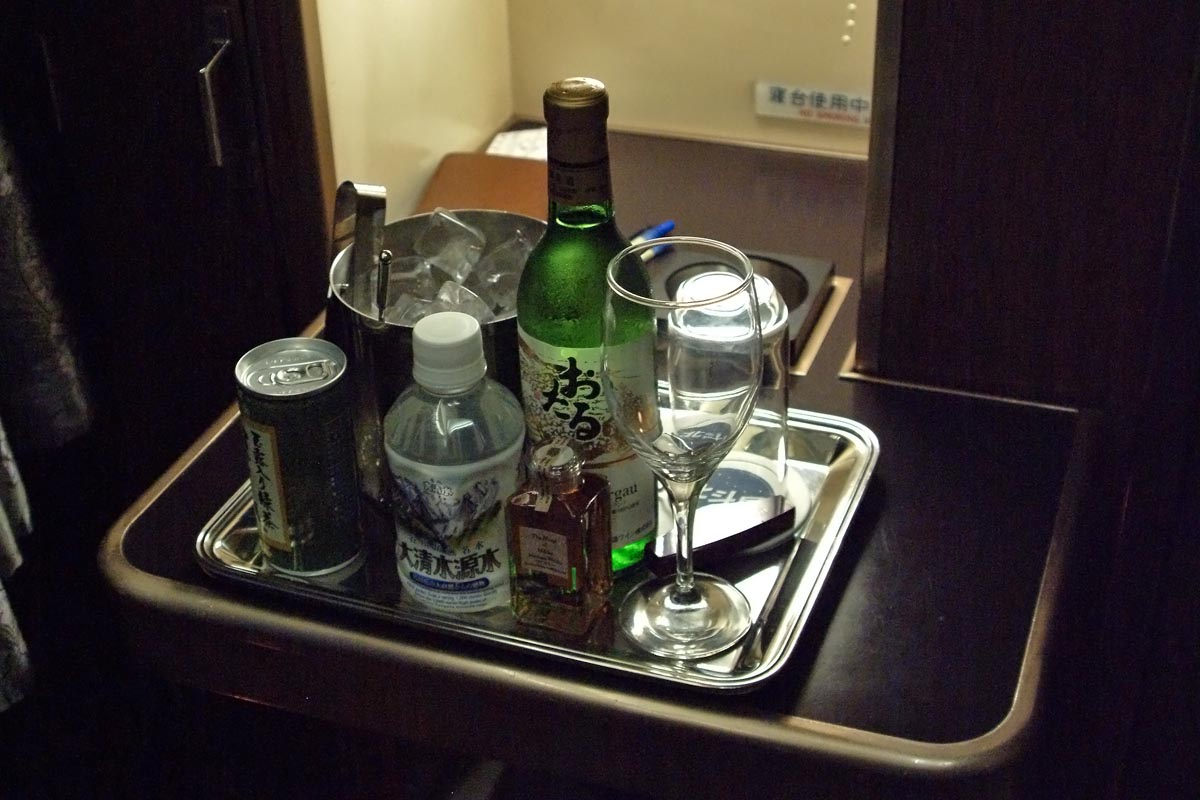
ロイヤルで提供されるウェルカムドリンク （2004年7月18日）

ロイヤル
本列車の最高級室であり、3・4・9・10号車に2部屋ずつ設置された1名用個室。補助ベッドで2名用のダブルベッドとして利用することも可能であった。個室内に専用のシャワーブース（シャワーの温水は延べ20分間使用可能。アメニティセット付）、トイレ、洗面台、ドライヤー、ビデオ放送モニターなどが完備されており、ソフト面でも、乗車時のウェルカムドリンクやモーニングコーヒー、朝刊のサービスのほか、食堂車直結のインターホンでルームサービスも受けられた。1室当たりの寝台料金は17,670円（補助ベッド利用時は9,810円を加算）。
ツインデラックス
2・8号車に8室設置された2人用個室。上下2段式のシングルベッドとビデオ放送用モニター、小型デスクなどが設置されていた。下段ベッドを起こすとテーブル付のソファにもなった。上記のようなロイヤル専用の付帯設備・サービスはなく、寝台料金も若干安価に設定された。1室当たり27,460円。

#### B寝台
個室タイプ（デュエット、ソロ）、従来の2段式開放タイプの2種類があった。いずれも1名当たりの寝台料金は同額（6,480円）。定期運行時代にはBコンパートと呼ばれる、開放式B寝台に鍵付きのガラス戸を取り付けた簡易個室も存在していた。
デュエット
4・10号車に7室設置されている2人用個室。上段と下段の2タイプがあり、いずれも2つのシングルベッドが平行に配置されていた。
ソロ
3・9号車に12室設置（車両により13室で運行される場合あり）されている1人用個室で、シングルベッド。デュエットと同様に上段と下段の2タイプがあった。
開放式B寝台
1・5・11号車に設置。上下二段式のシングルベッドが2組向かい合い、4名で1ブロックとなっている。通路とそれぞれのベッドはカーテンで仕切られていた。

#### 食堂車「グランシャリオ」
本列車は食堂車を連結していた。フランス語で"北斗七星"の意で「グランシャリオ」 (Grand Chariot) と命名された食堂車が7号車に組成され、フランス料理や和食、軽食類などが用意された。JR東日本の飲食サービス子会社である日本レストランエンタプライズが営業を担当した。
ディナータイム
フランス料理コースか懐石御膳のいずれかを選択できた。事前予約制で、乗車日3日前までにみどりの窓口で食事券を購入した乗客のみが利用できた。また、A寝台の乗客は、懐石御膳に限りルームサービスが可能。定期列車末期は上り列車は2タームで営業し、下り列車は発車が19時台と遅いため、1タームのみであった（臨時化後は下り列車でも2タームで営業された）。
パブタイム
ディナータイム終了後に軽食類を提供する営業時間帯で、ビーフシチューやハンバーグなどのアラカルト、おつまみ・デザート・アルコール類などが提供された。予約不要で、全乗客が利用可能であった。
パブタイムはディナータイム終了後の案内放送から開始。ラストオーダーは22時30分、営業終了は23時00分だった。
モーニングタイム
6時30分より朝食メニューが用意された。和食と洋食が選べた。予約は不要で、全乗客が利用可能であった。

#### ロビーカー
6号車はロビーカーがあり、全ての乗客が利用可能であった。ソファや飲料自動販売機、共用シャワー室などが設置されていた。シャワーの温水は1名当たり延べ6分間使用可能。利用時はシャワー券（320円）を購入する必要があった。なお、共用シャワー室にタオル・石鹸・シャンプー等のアメニティ類は設置されていないので、シャワー券と一緒に購入するか、持参する必要があった。
なお、ロビーカーは客車が全てJR東日本所属車となった2015年3月14日のダイヤ改正で7年ぶりに復活したが、それまで4両あった全室ロビーカーのうち廃車を免れ唯一保留車（突発的に「北斗星」の運用に入ることもあった）となっていた1両を使用した。2015年3月14日のダイヤ改正以降は、自動販売機は利用できなかった。

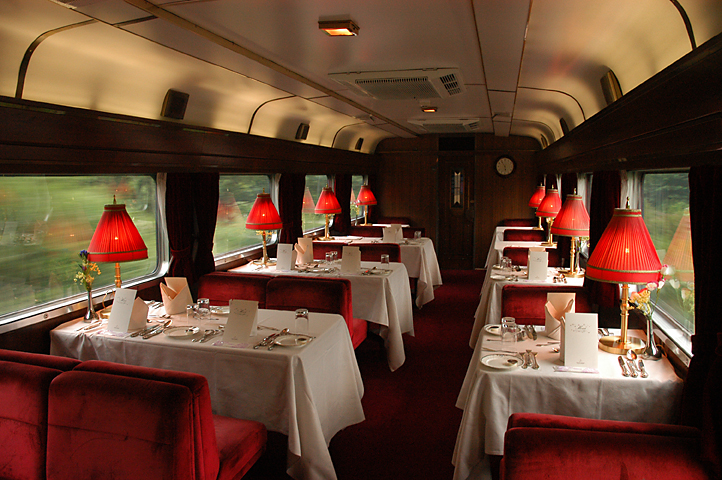
食堂車「グランシャリオ」JR北海道所属車の室内
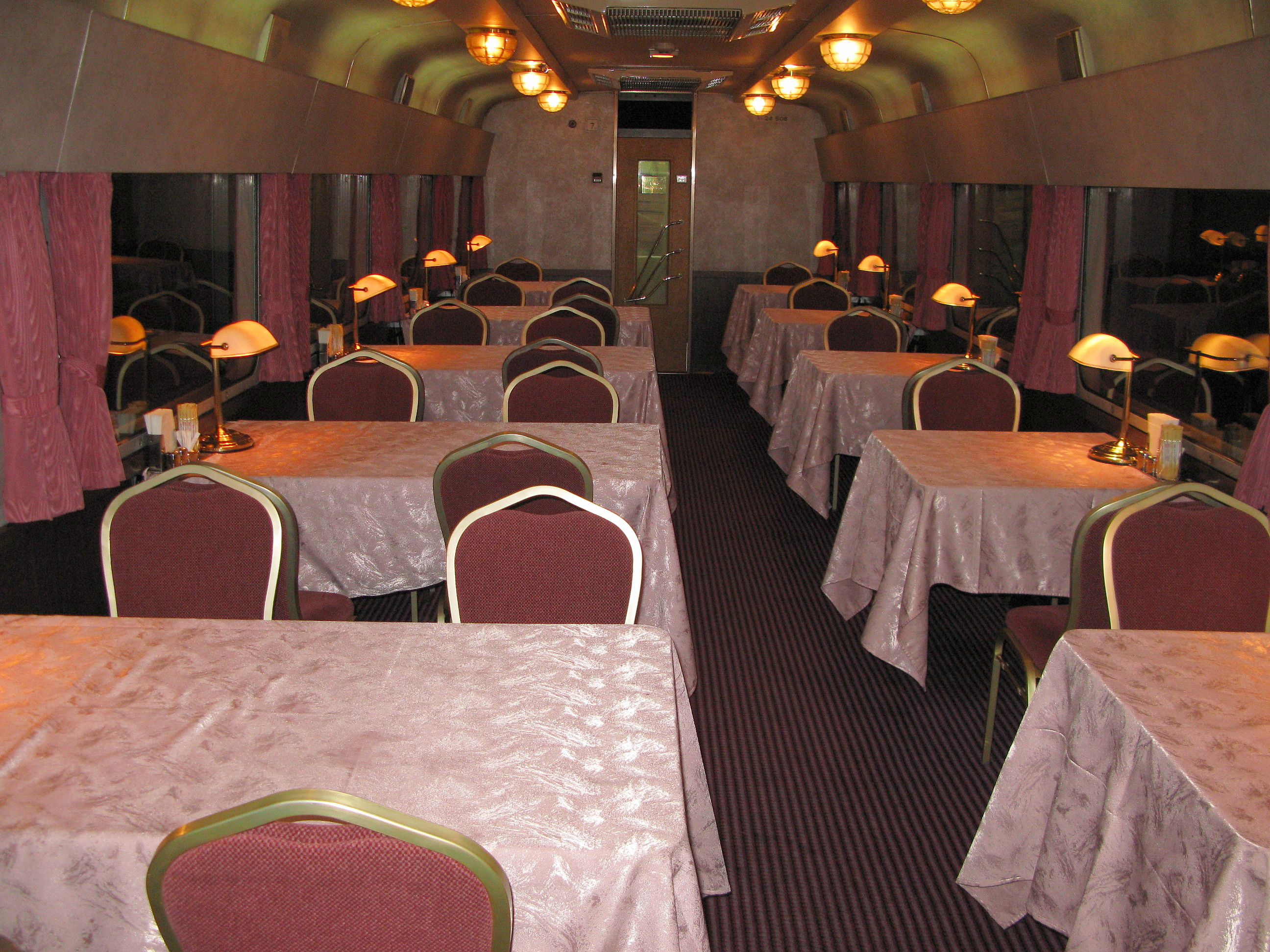
食堂車「グランシャリオ」JR東日本所属車の室内
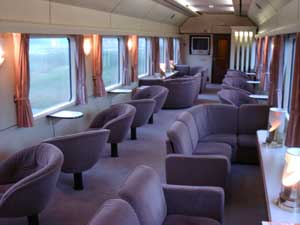
6号車ロビーカー
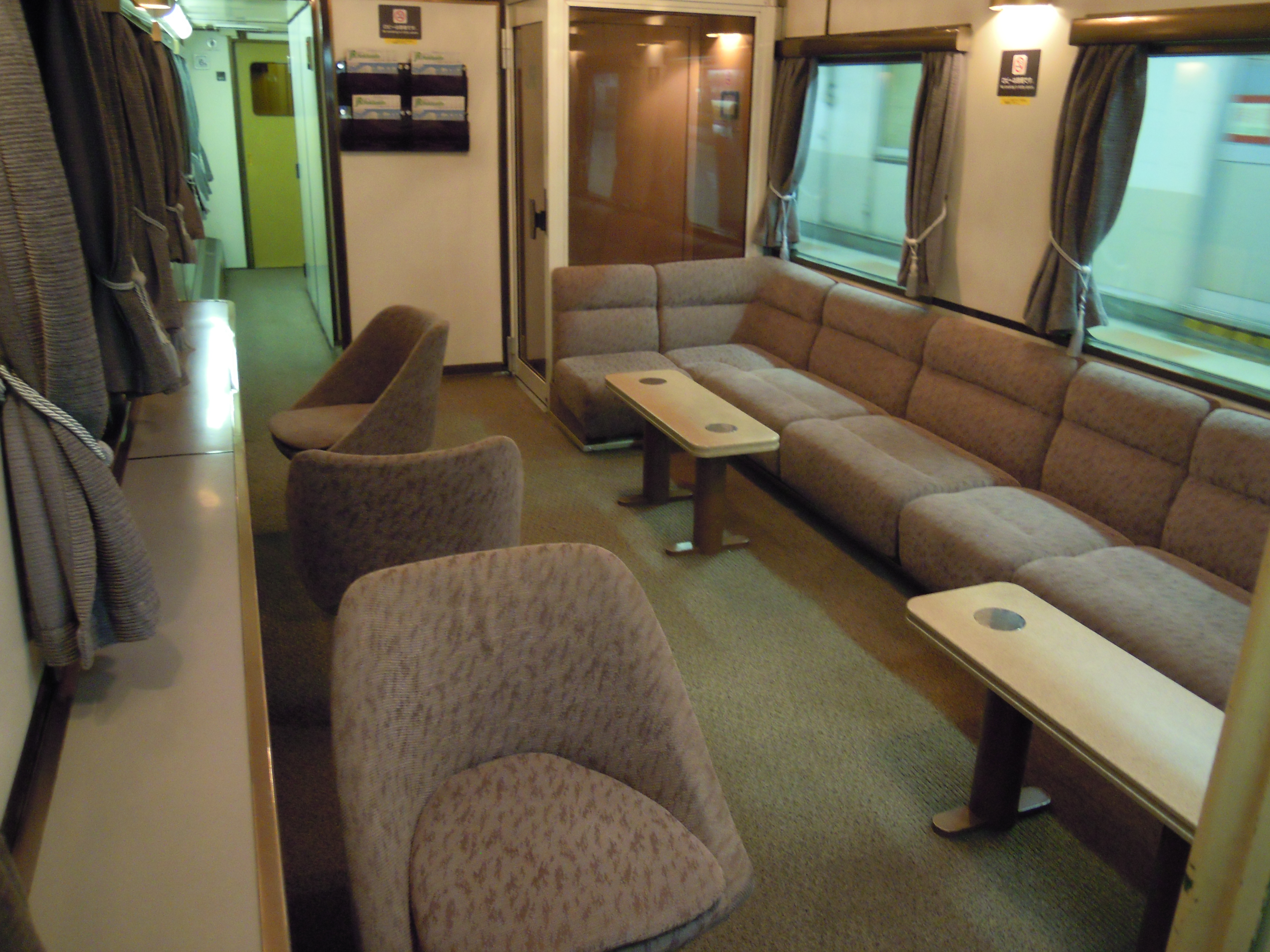
6号車ミニロビー
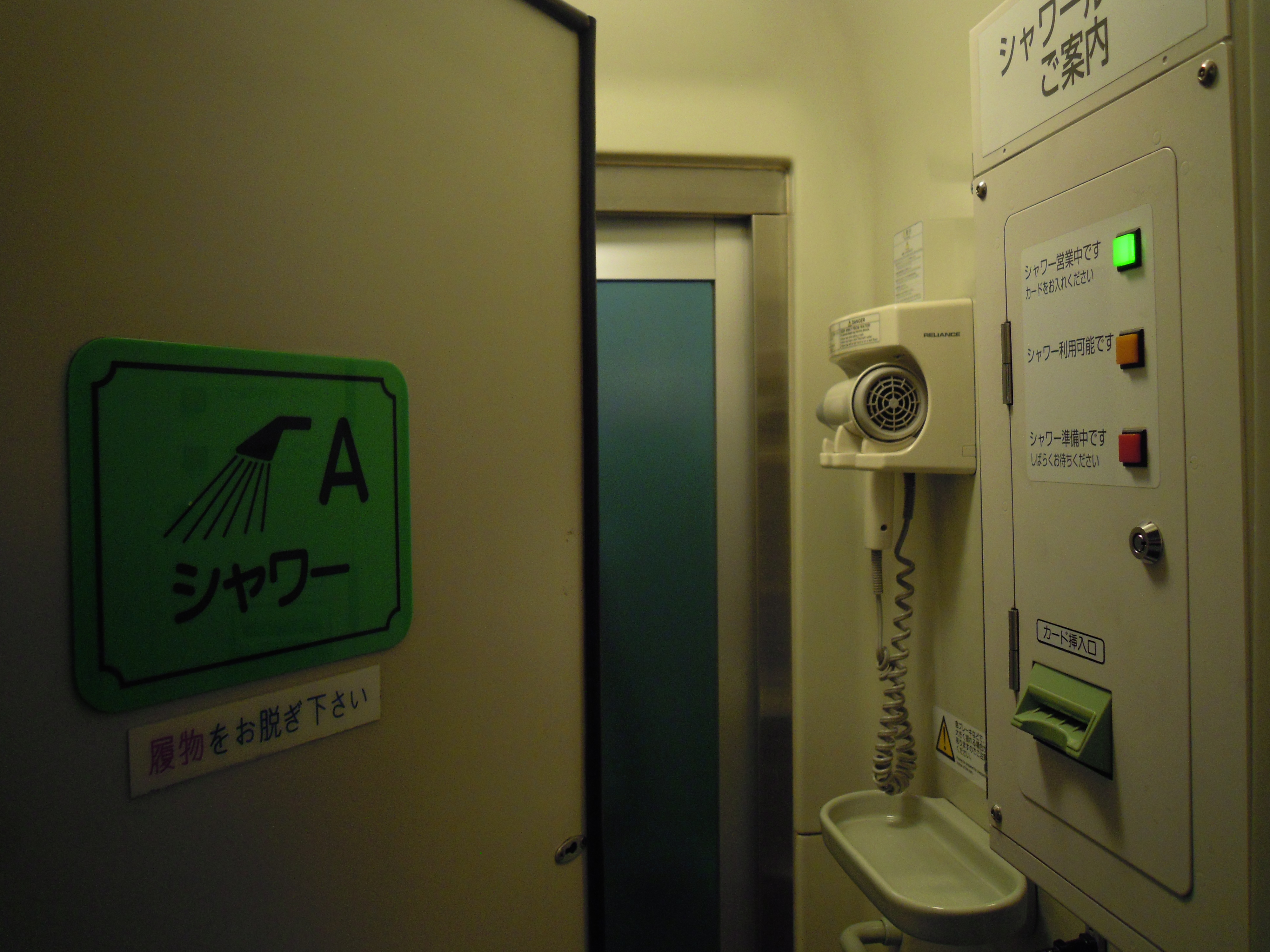
シャワー室
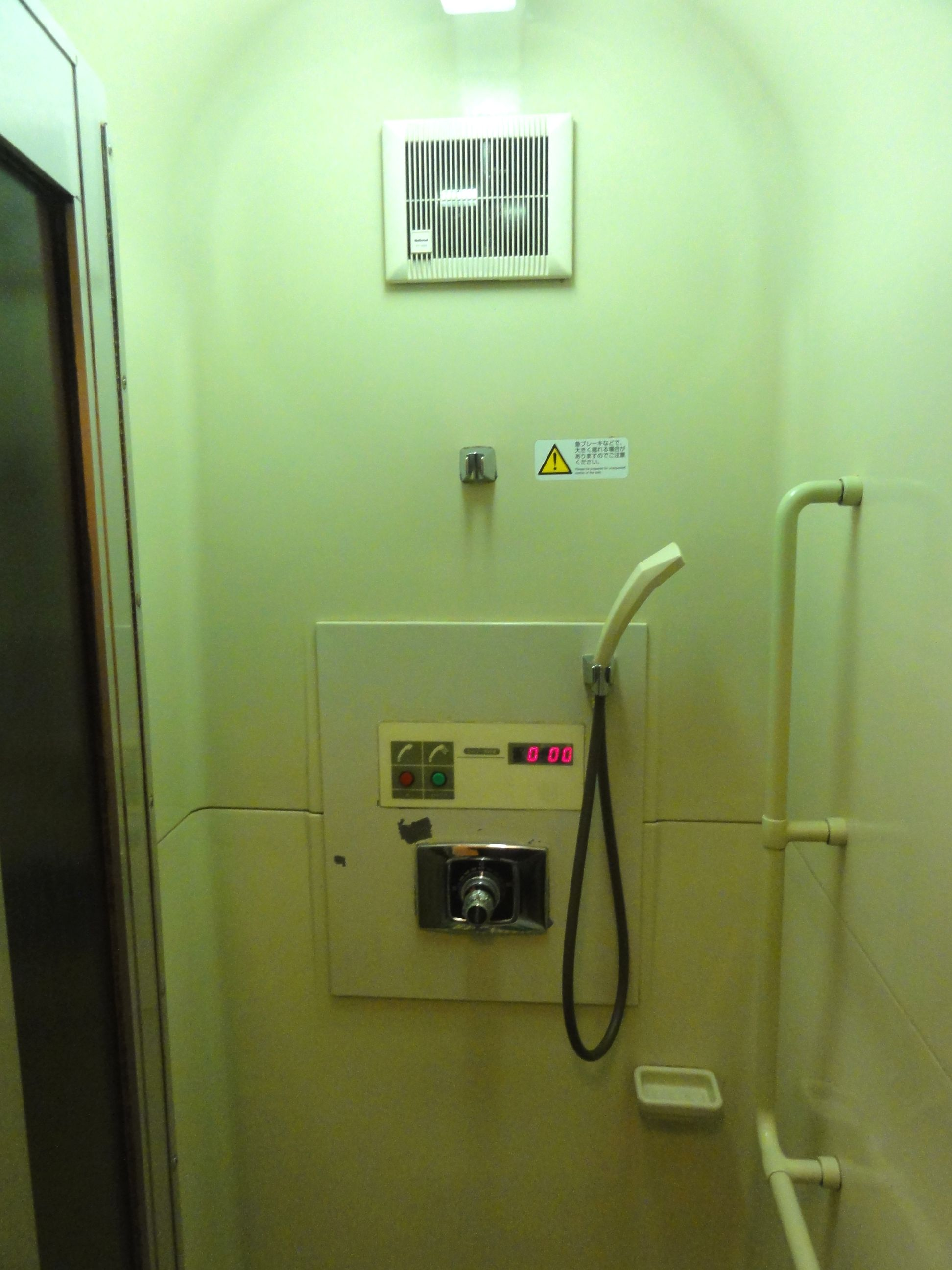
シャワー

### 担当車掌区所
- 上野 - 青森間 - JR東日本上野車掌区、青森運輸区
- 青森 - 札幌間 - JR北海道函館運輸所（下り）、札幌車掌所（上り）[14][要ページ番号]

### 臨時列車
エルム
1989年（平成元年）7月21日から「北斗星」の救済列車として運行開始。同年3月のダイヤ改正では集約臨時列車として運転された。食堂車や個室寝台を連結されることはなく、開放式B寝台のみで組成されており、年末年始やお盆などの多客期に運転された。運行終了は2006年（平成18年）8月13日。
列車名は、北海道に生える樹木の一つであるニレ科の樹の総称である「エルム」より命名した。
なお、「エルム」の名称は1951年から1960年まで、現行では「すずらん」と同じ運行区間である室蘭 - 札幌間を運行された準急列車として使用され、また、1970年から1971年まで、現在の「北斗」・「スーパー北斗」の補完列車として函館 - 札幌間を運行した特急列車の名称として使用されていた。
北斗星81・82号、91・92号
もともと81・82号は1990年以降に運転された増発分の「エルム」のダイヤを利用して運転された臨時列車であったが、1999年の「カシオペア」の運行開始に伴い、1往復を臨時列車の81・82号に立て替えた列車となった。不定期であるが個室寝台を連結した編成で運転された。91・92号は「エルム」のダイヤを利用。
北斗星小樽号
1999年、室蘭本線・千歳線・札幌経由の「北斗星1号」（当時）を札幌駅から小樽駅まで延長運転した。
北斗星トマムスキー号
北海道寄りの始終点を石勝線のトマム駅とした冬季・春季臨時の「北斗星」。その後、東京寄りの始終点を上野駅から東海道本線の横浜駅、あるいは山手線の品川駅・新宿駅に変更し、夢空間を併結して運転された。なお定期列車とは異なり、横浜駅から黒磯駅まではEF65、黒磯駅から青森県内まではED75が牽引機を務める事が多かった。
経路は横浜駅から横須賀線、山手貨物線を経て新宿駅、田端駅から東北貨物線に入って大宮駅から北は室蘭本線の沼ノ端駅まで定期の北斗星と同等の経路、沼ノ端駅からそのまま室蘭本線を進み追分駅より石勝線経由でトマム駅までの運行だった。大宮駅までは、その後湘南新宿ラインが運行されている経路と同じである。
1996年以後は「北斗星トマムサホロ号」として運転。
北斗星トマムサホロ号
トマム発着だった「北斗星トマムスキー号」の北海道寄りの始終点を新得駅まで延長したもの。1996年冬季臨時列車として登場し、観光シーズンの指定日にのみ運行された。最後の運行は2002年夏季臨時。
北斗星ニセコスキー号
室蘭本線・千歳線を経由せずに函館本線ニセコ駅・倶知安駅・小樽駅（通称「山線」）を経由し札幌駅に向かった。
このほか、2001年に石勝線・根室本線の特急「まりも」へ「北斗星」の車両を使用した「北斗星まりも」が、2002年には宗谷本線の特急「利尻」へ「北斗星」の車両を使用した「北斗星利尻号」が運転された。「北斗星利尻」は稚内駅で機回しができない関係上、南稚内駅までの運転となった。

## 沿革
- 本節では、主に「北斗星」・「エルム」・「カシオペア」の運転に係る事項について述べる。ただし、「カシオペア」については2016年3月までの一般販売分のみの記述とし、2016年6月からの団体臨時列車分は「カシオペア (列車)#団体専用列車「カシオペアクルーズ」「カシオペア紀行」」を参照とする。

### 「北斗星」登場と平成初年までの展開
| 方面 | 号数 | 列車番号 | 運行形態 | 客車所属区            | 上野    | 札幌    | 備考           |
| ---- | ---- | -------- | -------- | --------------------- | ------- | ------- | -------------- |
| 下り | 1号  | 1        | 定期列車 | 札幌運転所 (JR北海道) | 16:50発 | 08:53着 |                |
| 下り | 3号  | 6003     | 季節列車 | 尾久客車区 (JR東日本) | 17:54発 | 10:06着 | 青森信号場経由 |
| 下り | 5号  | 5        | 定期列車 | 尾久客車区 (JR東日本) | 19:03発 | 10:57着 | 青森信号場経由 |
| 上り | 2号  | 2        | 定期列車 | 札幌運転所 (JR北海道) | 09:17着 | 17:18発 |                |
| 上り | 4号  | 6004     | 季節列車 | 尾久客車区 (JR東日本) | 10:12着 | 18:10発 | 青森信号場経由 |
| 上り | 6号  | 6        | 定期列車 | 尾久客車区 (JR東日本) | 11:12着 | 19:19発 | 青森信号場経由 |

- 1988年（昭和63年）
  - 3月13日 - 津軽海峡線の開通によるダイヤ改正に伴い、寝台特急「北斗星」が運行開始[15]。上野 - 青森間（東北本線・常磐線経由）で運転されていた寝台特急「ゆうづる」2往復を東北本線経由に変更し、札幌駅まで延長する形態で運行を開始。[18]
    - 青森駅に上り2号、八戸駅に下り1号と上り2号が停車していた。

  - 3月15日 - 「北斗星6号」が青函トンネル内で3時間立ち往生するトラブルが発生[15]。
  - 4月11日 - 「北斗星1号」の函館→札幌間で、当該区間のみB寝台による「ヒルネ」と称される座席利用を開始[15]。これは1号の当該区間が特急「北斗」のダイヤを踏襲したことを考慮して実施されたもので、短期間ながら函館駅から「北斗星1号」に座席車スハフ14形や寝台車スハネフ14形を増結して乗客増に対応した[15]。
  - 6月9日 - 函館 - 札幌間の牽引機として、所謂「北斗星色」のDD51形が運用を開始[注釈 5][19]。
  - 7月6日 - 「北斗星1・2号」で寝台特急としては初となる公衆電話の使用を開始[15]。
  - 7月22日 - 定期列車の予備車両を活用する形で、「北斗星3・4号」にも日数を限って個室・食堂車の連結を開始[20][15]。
  - 10月28日 - 上野 - 青森間の牽引機として、所謂「北斗星色」のEF81形が運用を開始[15]。
- 1989年（平成元年）
  - 1月19日 - 冬季臨時寝台特急「北斗星トマムスキー号」を上野 - トマム間で運行開始。下り列車のみ営業運転[15]。
  - 3月11日 - ダイヤ改正により、以下のように変更。 
    - 需要の増大に対応し、「北斗星3・4号」を臨時列車から定期列車へ変更[15]。個室寝台車を連結のうえJR北海道・東日本共同運行の定期列車とした。連結される車両は「北斗星5・6号」に準じている。これに伴い、個室寝台車を連結しないB寝台のみで編成された臨時列車には「エルム」の名称が与えられた。
    - 「北斗星3 - 6号」は2号車に「ロイヤル」・「デュエット」を挿入し、電源車込みの12両編成に増強[21]。ただし改造の都合で「北斗星3・5号」では6月29日まで、「北斗星4・6号」では翌30日まで一部車両が欠車扱いとなる日があった[22]。
    - 食堂車通り抜け防止の観点からロビーカーと食堂車の連結位置を入れ替え[23]。
    - 「北斗星3 - 6号」は青森信号場経由から青森経由に変更し、「北斗星」全列車で運転経路を統一。

  - 7月1日 - 「北斗星1・2号」でJR北海道所属の改装食堂車と並列型ベッド改装の「ツインデラックス」を挿入[24]、「北斗星3 - 6号」でJR東日本所属車の「デュエット」が本格的に営業を開始。
  - 7月21日 - 臨時寝台特急「エルム」が上野 - 札幌間で運行開始[15]。
- 1990年（平成2年）
  - 1月11日 - 冬季臨時寝台特急「北斗星トマムスキー号」の上り側を横浜発着に変更。上下とも営業運転[15]。
  - 3月10日 - 「北斗星3号」を除き、立席特急券および指定席特急券の取り扱いを終了[15]。「北斗星1号」の「ヒルネ」も廃止[15]。
  - 7月1日 - 「北斗星1・2号」は「ロイヤル」「デュエット」を2号車に移動し、3号車に「ロイヤル」「ソロ」を挿入することで電源車込みの12両編成に増強[注釈 6][22][23]。これに伴い、「北斗星」3往復すべてが電源車込みの12両編成となる[15]。
  - 日時不詳 - 「北斗星3号」以外の「ヒルネ」利用を廃止。「北斗星トマムスキー号」の運行区間を横浜 - トマム間に変更。

- 1991年（平成3年）

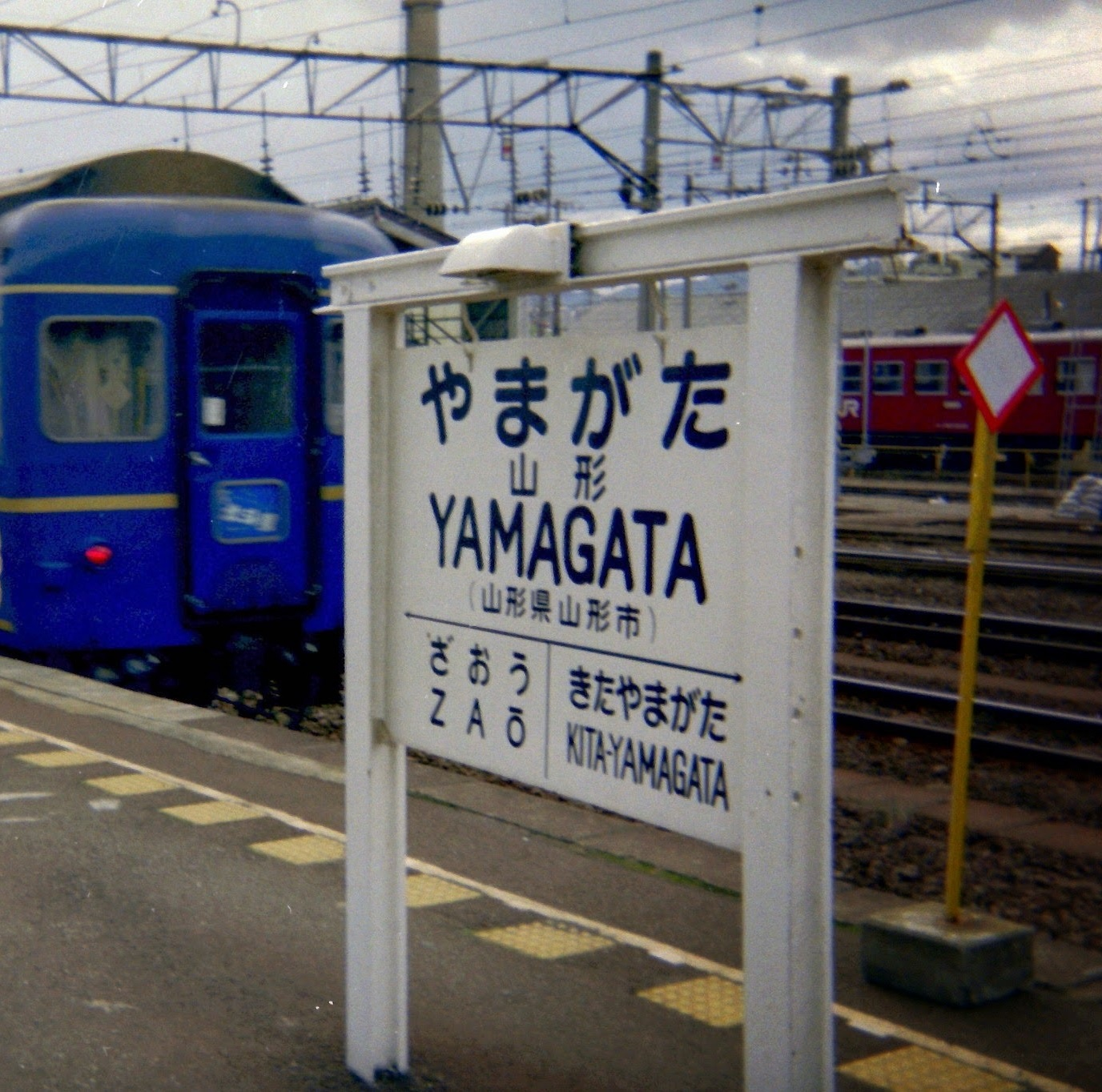
東北線が雨で不通のため、青森から奥羽本線経由(板谷峠経由)で福島に向かう北斗星。(1989年10月)

  - 1月10日 - 夢空間編成を連結した「北斗星トマムスキー号」を横浜 - トマム間で運転[15]。同編成を最初に営業運転した列車となる[15]。
  - 3月16日 - 上野駅での停車中に、電源車の発電機からの騒音と排気ガスによる影響を軽減するため、「北斗星」の編成全体を方向転換し、電源車を青森寄りに組成する[15]。号車番号は逆順に変更され、食堂車は7号車、個室寝台車は8 - 10号車とされた。また、食堂車の運営は従来通り日本食堂（後の日本レストランエンタプライズ、現・JR東日本クロスステーション）であるが、担当営業所が仙台営業所から上野営業所に変更され、メニューも変更・整理される。
  - 4月5日 - 臨時寝台特急「夢空間北斗星81・82号」を上野 - 札幌間で運行[15]。
  - 9月1日 - 「北斗星1・2号」は、5号車を1人用個室B寝台「ソロ」車両に変更[注釈 7][25][23][15]。
  - 11月1日 - 「北斗星1・2号」は、4号車を2人用個室B寝台「デュエット」車両に変更[注釈 8][25][23][15]。
- 1993年（平成5年）12月1日 - 「北斗星2号」の八戸駅の停車を廃止し、運転停車に変更[15]。

- 1994年（平成6年）

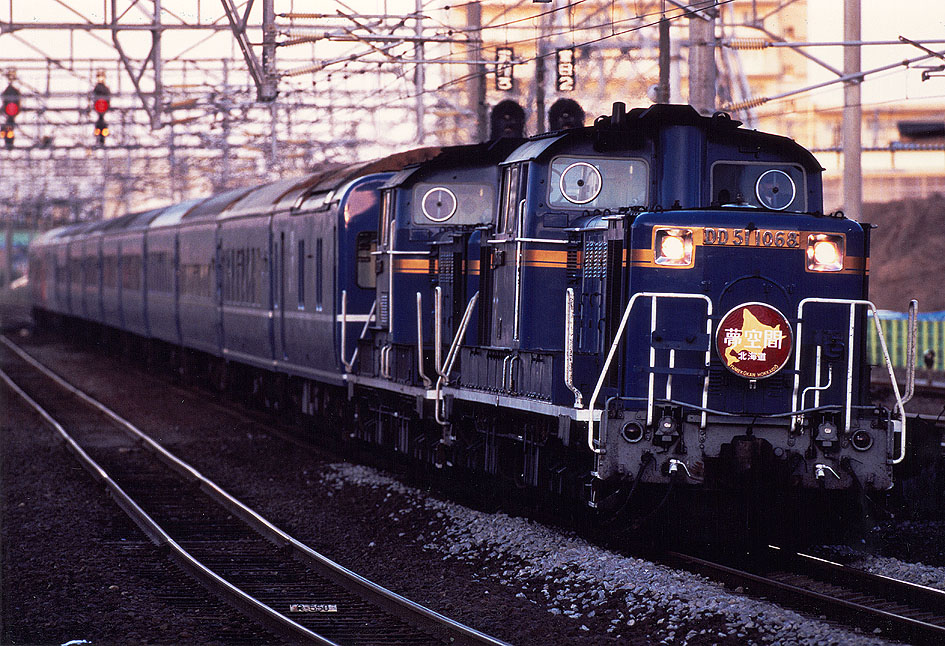
「夢空間北海道号」
（1994年10月 苫小牧駅）

  - 1月16日 - 冬季臨時寝台特急「北斗星トマムスキー号」の上り側を新宿発着に変更[15]。
  - 6月11日 - 東北本線白河駅構内における貨物列車脱線事故の影響で、下り「北斗星」が常磐線を経由する迂回運転を実施[15]。
  - 9月22日 - 東北地方の集中豪雨の影響で、「北斗星1 - 5号」が上越線・羽越本線・奥羽本線を経由する迂回運転を実施[15]。
  - 10月22日 - 12月 - 北海道大型観光キャンペーン「おおらか ほがらか北海道」の期間中、夢空間編成を連結した臨時寝台特急「夢空間北海道号」を上野 - 函館・札幌・池田間などで運転[15]。
  - 12月3日 - ダイヤ改正により、以下のように変更[15]。
    - 「北斗星3・4号」が毎日運転の季節列車（6003・6004列車）に変更。
    - 北東北地方における停車駅の見直しを行い、明示した「北斗星」各列車が従前停車した各駅は通過ないしは運転停車とした。
1号 - 水沢・花巻・八戸、3号 - 一ノ関、4号 - 青森、6号 - 花巻
- 1995年（平成7年）7月14日 - 臨時寝台特急「夢空間北斗星81・82号」に「カルテット」を連結[15]。
- 1996年（平成8年）1月11日 - 上野 - 新得間で「北斗星トマムサホロ号」が運行開始[15]。以来2002年夏季臨時まで、観光シーズンの特定日に運行された。
- 1997年（平成9年）
  - 3月22日 - 「北斗星1・2号」は、11号車を簡易個室「Bコンパート」に変更[注釈 9][23][15]。
  - 6月1日 - 「北斗星1・2号」は、1号車を簡易個室「Bコンパート」に変更[23]。
  - 10月1日 - 「北斗星1・2号」は、3号車を2人用個室B寝台「デュエット」車両に変更[注釈 10][23]。
- 1998年（平成10年）
  - 3月1日 - 「北斗星1・2号」は、2号車を2人用個室B寝台「デュエット」車両に変更し、北斗星1・2号は完全個室化編成となる[注釈 11][25][19][23][15]。
  - 9月3 - 24日 - 8月27日の台風による豪雨被害の復旧工事のため、東北本線黒磯駅付近が不通となった影響で、「北斗星3 - 6号」は常磐線経由で迂回運転[15]。「北斗星1・2号」は札幌 - 仙台間のみの運転で、仙台 - 上野間は運休とした。

### 「カシオペア」登場以降
- 1999年（平成11年）
  - 7月16日 - 「カシオペア」が運行開始。「北斗星3・4号」（6003・6004列車）は「北斗星81・82号」（8005・8006列車）とし臨時列車化される[15]。これまでの「5・6号」が「3・4号」に変更され、函館 - 札幌間の「ヒルネ」扱いは3号から1号に変更。また多客時には1号の終点を小樽駅とする「北斗星小樽号」の運転が開始[15]。立席特急券の扱いは「北斗星1号」の函館→札幌間となる[15]。
  - 10月29日 - 11月3日 - 東北地方集中豪雨の影響で、「北斗星1・2号」が上越線・羽越本線・奥羽本線経由、「北斗星3・4号」が北上線・奥羽本線経由でそれぞれ迂回運転[15]。
  - 11月28日 - 12月4日 - 礼文浜トンネル壁崩落事故による室蘭本線不通に伴い、「北斗星1・2号」は長万部 - 札幌間を函館本線（倶知安・小樽）経由で迂回運転[15]。「北斗星3・4号」は函館 - 札幌間を区間運休した。
- 2000年（平成12年）
  - 3月29日 - 有珠山噴火災害の影響で、室蘭本線の長万部 - 東室蘭間が不通となり、運休になる[15]。
  - 3月31日 - 6月7日 - 「北斗星1・2号」および「カシオペア」が長万部 - 札幌間を函館本線（倶知安・小樽）経由で迂回運転[15]。「北斗星3・4号」および「北斗星81・82号」は函館 - 札幌間を区間運休し、函館 - 札幌間で臨時「北斗」が運転された。
運行に際して、JR北海道車両の「北斗星1・2号」は札幌運転所での向きが基準のため編成が通常とは逆向き（札幌駅を除く）で運転され、札幌 - 札幌運転所間の回送は一旦苗穂駅を経由して機回しを行い札幌駅を通過していた。
  - 4月24 - 27日 - 東北本線の水沢 - 金ケ崎間の橋梁不具合の影響で、下り「北斗星」が上越線・羽越本線・奥羽本線経由で迂回運転を実施[15]。
  - 6月8日 - 室蘭本線経由の通常運行に戻る。
  - 12月20日 - 上野 - 札幌間を函館本線倶知安経由で運転する冬季多客臨時寝台特急「北斗星ニセコスキー号」が運行開始[15]。
- 2002年（平成14年）12月1日 - 東北本線の盛岡 - 八戸間がIGRいわて銀河鉄道・青い森鉄道に移管されたため[15]、同区間を経由する運賃・料金を一部変更[報道 8][報道 9]。同区間を通過する特急列車の特急料金を引き下げ、乗車券は連絡運輸扱いでJR管内については通算をする扱いに変更。これはIGRいわて銀河鉄道・青い森鉄道両鉄道管内では特急料金・乗車券を各々単純加算することから、運賃・料金の急激な変化を回避したためである。これにより「北斗星」「カシオペア」の主な利用者とされる首都・東北圏 - 北海道間を通しで利用する乗客に影響が出ることとなった。
- 2003年（平成15年）8月29日 - 同日札幌発の「夢空間北斗星号」をもって、「夢空間」の多客臨時運用を終了[15]。
- 2004年（平成16年）4月1日 - 6月30日 - 個室寝台の需要に鑑み、「北斗星3・4号」のうち3両を閑散期に限り開放式B寝台車から個室寝台車に変更[15][報道 10][報道 11]。以後2007年（平成19年）まで実施[15]。
- 2006年（平成18年）
  - 3月18日 - 「北斗星」の全列車を青森経由から青森信号場（奥羽貨物線）経由に変更。青森駅での客扱いがなくなり、運転士・車掌の交替は蟹田駅に変更になる。青森駅構内の線路工事を夜間に集中的に行うための措置で、上野 - 青森間の編成方向が逆転し、青森（函館）寄りが1号車となる[15]。臨時「北斗星」の設定が廃止[15]。
  - 8月13日 - 同日発の列車をもって、臨時寝台特急「エルム」が運行終了[15]。
- 2007年（平成19年） - 同年を最後に、夏季の「エルム」が廃止。以後は同ダイヤで「北斗星81・82号」を運休し、「北斗星91・92号」を運転。

- 2008年（平成20年）

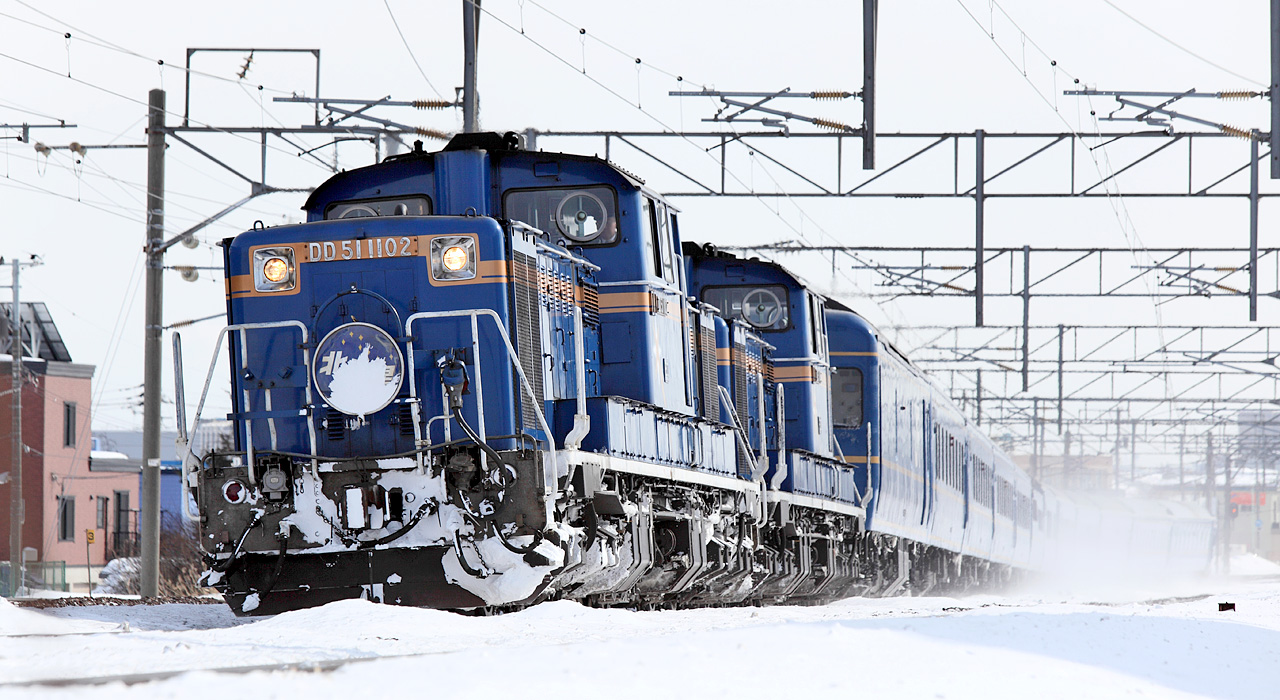
「北斗星」札幌行
（2010年2月6日、苗穂 - 白石間）

  - 3月2日 - 同日の運転をもって、「夢空間」が運用を終了[15]。
  - 3月15日 - ダイヤ改正により次のように変更[2][15][報道 1][報道 2]。
    - 青函トンネルを含む津軽海峡線区間での北海道新幹線工事時間帯確保のため、「北斗星」1・4号を廃止して1往復になる。
    - 下り「カシオペア」の札幌到着時刻が繰り下がる。
    - 「北斗星」が盛岡駅・一ノ関駅を通過するようになる。
    - 八雲駅で下り列車（改正前の「北斗星3号」）が行っていた特急「スーパー北斗1号」の待避が落部駅に変更。
    - 定期列車の「ヒルネ」（函館 - 伊達紋別間の各駅から乗車可能）取扱いおよび以後の臨時列車設定が廃止[15]。
    - 列車編成がJR東日本・JR北海道の車両の混成となる。これにより、JR北海道所属のロイヤル・ツインデラックス・食堂車、JR東日本所属のロビーカーが運用を終了。一部車両は海外へ売却された[注釈 13][15]。
- 2010年（平成22年）
  - 6月25日 - EF510形500番台が「カシオペア」での営業運転を開始[27]
  - 7月13日 - 同日限りでEF81形の「北斗星」牽引運用を終了[15]。これによりEF81形牽引の北斗星、カシオペアの運用がなくなる。
  - 7月14日 - EF510形500番台が「北斗星」での営業運転を開始[15][27][新聞 7]。
  - 7月18・19日 - 東北地方集中豪雨によるいわて銀河鉄道線内での土砂流入の影響で、下り線のみ不通となる。18日発の下り列車は「カシオペア」共々高崎線・上越線・信越本線・羽越本線・奥羽本線経由で、19日発の下り列車は北上線・奥羽本線経由で迂回運転[15]。この迂回運転により道内での向きが変わったため、上り列車で本来入線しない青森駅でスイッチバックを行い、向きを補正した。また、この運用変更により、EF81形の牽引が一時的に復活[15]。
  - 12月4日 - 東北本線の八戸 - 青森間が青い森鉄道に移管されるため、同区間を経由する運賃・料金を一部変更[報道 12][報道 13]。同時にブルートレイン便が廃止され、「あけぼの」とともに最後まで残っていたブルートレイン便が全廃となった[要出典]。

- 2011年（平成23年）
  - 2月 - 2号車が喫煙個室「デュエット」から禁煙開放B寝台となる。これによりB寝台2人個室車「デュエット」は予備車両が確保されることとなった。
  - 3月11日 - 東北地方太平洋沖地震（東日本大震災）が発生して東北本線が寸断し不通となり、また東京電力福島第一原発事故などにより電力事情も悪化したため、「カシオペア」とともに5月19日まで運休[15]。
- 2012年（平成24年）
  - 3月17日 - 青森駅構内改良工事終了に伴い、青森信号場（奥羽貨物線）経由から再び青森経由に変更。上野 - 青森間の編成方向が逆転し2006年以前の方向に戻った[15]。JR東日本とJR北海道との乗務員交代駅を蟹田駅から青森駅へ変更。また、食堂車を終日禁煙化[報道 14]。
- 2014年（平成26年）
  - 3月15日 - 「スーパー北斗」1号の時刻変更に伴い、下り「北斗星」の落部駅における後続列車待避が行われなくなる[28]。
  - 10月1日 - 定期運行終了時にかけて、北海道新幹線開業に向けた総合的な検査および試験を実施するため、年末年始を含む一部の運転日において、「カシオペア」とともに運休や時刻変更が発生（「北斗星」は10月5日から）[15][報道 15][報道 16][報道 17]。
- 2015年（平成27年）
  - 3月14日 - 同日のダイヤ改正で、車両の老朽化および北海道新幹線の走行試験のため、「北斗星」定期運行終了[15][報道 3][報道 4][新聞 1]。24系のうち、JR北海道所属車が運用を終了した。「カシオペア」の運転時刻が変更。下りの上野 - 青森間と上りの札幌 - 青森間が改正前の「カシオペア」、下りの青森 - 札幌間と上りの青森 - 上野間が改正前の「北斗星」のダイヤをほぼ踏襲し、所要時間が増加[報道 18][報道 19]。

| 所属     | JR北海道札幌運転所        | JR北海道札幌運転所        | JR北海道札幌運転所        | JR北海道札幌運転所        | JR北海道札幌運転所     | JR北海道札幌運転所     | JR東日本尾久車両センター | JR東日本尾久車両センター | JR東日本尾久車両センター                              | JR東日本尾久車両センター                              | JR東日本尾久車両センター                              | JR東日本尾久車両センター                              |
| 号車     | 1                         | 2                         | 3                         | 4                         | 5                      | 6                      | 7                        | 8                        | 9                                                     | 10                                                    | 11                                                    | 電源車                                                |
| 客車形式 | オハネフ25 8              | オハネフ24 501            | オハネ25 563              | オハネ25 565              | オハネ25 551           | スハネ25 502           | スシ24 504               | オロネ25 504             | オロハネ25 502                                        | オロハネ24 552                                        | オハネフ25 14                                         | カニ24 505                                            |
| 機関車   | 上野→青森 EF510-512(田端) | 上野→青森 EF510-512(田端) | 上野→青森 EF510-512(田端) | 上野→青森 EF510-512(田端) | 青森→函館 ED79-4(青函) | 青森→函館 ED79-4(青函) | 青森→函館 ED79-4(青函)   | 青森→函館 ED79-4(青函)   | 函館→札幌 DD51-1093(函館)(前)、1138(函館)(後)（重連） | 函館→札幌 DD51-1093(函館)(前)、1138(函館)(後)（重連） | 函館→札幌 DD51-1093(函館)(前)、1138(函館)(後)（重連） | 函館→札幌 DD51-1093(函館)(前)、1138(函館)(後)（重連） |

| 所属     | JR北海道札幌運転所                                    | JR北海道札幌運転所                                    | JR北海道札幌運転所                                    | JR北海道札幌運転所                                    | JR北海道札幌運転所     | JR北海道札幌運転所     | JR東日本尾久車両センター | JR東日本尾久車両センター | JR東日本尾久車両センター  | JR東日本尾久車両センター  | JR東日本尾久車両センター  | JR東日本尾久車両センター  |
| 号車     | 1                                                     | 2                                                     | 3                                                     | 4                                                     | 5                      | 6                      | 7                        | 8                        | 9                         | 10                        | 11                        | 電源車                    |
| 客車形式 | オハネフ25 15                                         | オハネフ24 502                                        | オハネ25 561                                          | オハネ25 566                                          | オハネ25 552           | スハネ25 501           | スシ24 507               | オロネ25 506             | オロハネ25 503            | オロハネ24 553            | オハネフ25 215            | カニ24 506                |
| 機関車   | 札幌→函館 DD51-1137(函館)(前)、1100(函館)(後)（重連） | 札幌→函館 DD51-1137(函館)(前)、1100(函館)(後)（重連） | 札幌→函館 DD51-1137(函館)(前)、1100(函館)(後)（重連） | 札幌→函館 DD51-1137(函館)(前)、1100(函館)(後)（重連） | 函館→青森 ED79-4(青函) | 函館→青森 ED79-4(青函) | 函館→青森 ED79-4(青函)   | 函館→青森 ED79-4(青函)   | 青森→上野 EF510-514(田端) | 青森→上野 EF510-514(田端) | 青森→上野 EF510-514(田端) | 青森→上野 EF510-514(田端) |

- - 3月15日 - 17日 - 4月2日から運行予定の臨時列車について、尾久車両センター所属車のみで運用するための返却回送が行われた。まず、尾久所属車+カニ24 502（札幌運転所所属）を15日から16日に掛けて札幌運転所から尾久車両センターへの返却を行い、16日から17日に掛けてカニ24 502を含む札幌所属車を所属先に返却した[新聞 8][新聞 9][新聞 10][新聞 11]。その後、札幌所属車は廃車されることになり、DF200形に牽引されて札幌貨物ターミナル駅へ回送された[新聞 12][新聞 13]。
  - 3月25日 - JR北海道オリジナルの車掌による車内販売での北斗星グッズが定期列車運転終了時点で販売終了したことを発表[報道 20][新聞 14]。したがって、4月2日から8月22日における臨時列車では販売されない。
  - 4月2日 - 8月22日 - 臨時「北斗星」を運行[15][報道 6][報道 7]。使用する車両はJR東日本所属車のみで、ダイヤは「カシオペア」とほぼ同じだが、下り列車における一ノ関駅・盛岡駅停車時の客扱いは実施しない。
  - 5月17日 - 19時55分頃、八雲 - 山越間を走行中の上り「北斗星」で、4号車の進行方向左側のドアが全開に近い状態で走行しているのを車掌が発見し、落部駅に緊急停車。乗客の安否を確認したが、全員の無事を確認、該当のドアを施錠し開かない様にした上で、約3時間後の22時45分頃に運転再開した。八雲発車時にはドアが閉まっていたのが確認されており、その後何らかの理由で開いたとみられる[新聞 15][新聞 16]。国土交通省運輸安全委員会は重大インシデントと判断し、鉄道事故調査官をJR東日本尾久車両センターに派遣した[報道 21][新聞 17]。
  - 8月21日 - 上野発の最終列車が出発し、この日で臨時列車も含めた下り列車の運転は終了する、最終列車の牽引はEF510-515だった[10]。
  - 8月23日 - 上野着の臨時列車での運行を最後に「北斗星」完全廃止。それと同時に約57年に亘って運行された「ブルートレイン」も歴史に幕を閉じた。[6][10][15][報道 6][報道 7]。
    - 2015年8月22日の16時12分発上野行きを見届けるために札幌駅には約1500人[新聞 18]の鉄道ファンや見物客が集まり、別れを惜しんだ[新聞 19]。翌日の上野着の最終列車には約2500人（JR東日本発表）が駆けつけた[新聞 20][新聞 21]。

| 「北斗星」臨時運用最終日編成 |                                                       |                                                       |                                                       |                                                       |                         |                         |                         |                         |                                                       |                                                       |                                                       |                                                       |
| ← 上野・函館青森・札幌 → |                                                       |                                                       |                                                       |                                                       |                         |                         |                         |                         |                                                       |                                                       |                                                       |                                                       |
| \| 号車 \| 1 \| 2 \| 3 \| 4 \| 5 \| 6 \| 7 \| 8 \| 9 \| 10 \| 11 \| 電源車 \| \| 客車形式 \| オハネフ25 214 \| オロネ25 505 \| オロハネ25 501 \| オロハネ24 551 \| オハネフ25 215 \| オハ25 503 \| スシ24 506 \| オロネ25 506 \| オロハネ25 503 \| オロハネ24 553 \| オハネフ25 14 \| カニ24 508 \| \| 機関車(下り) \| 上野→青森 EF510-515(田端) \| 上野→青森 EF510-515(田端) \| 上野→青森 EF510-515(田端) \| 上野→青森 EF510-515(田端) \| 青森→函館 ED79-20(青函) \| 青森→函館 ED79-20(青函) \| 青森→函館 ED79-20(青函) \| 青森→函館 ED79-20(青函) \| 函館→札幌 DD51-1138(函館)(前)、1100(函館)(後)（重連） \| 函館→札幌 DD51-1138(函館)(前)、1100(函館)(後)（重連） \| 函館→札幌 DD51-1138(函館)(前)、1100(函館)(後)（重連） \| 函館→札幌 DD51-1138(函館)(前)、1100(函館)(後)（重連） \| \| 機関車(上り) \| 札幌→函館 DD51-1100(函館)(前)、1138(函館)(後)（重連） \| 札幌→函館 DD51-1100(函館)(前)、1138(函館)(後)（重連） \| 札幌→函館 DD51-1100(函館)(前)、1138(函館)(後)（重連） \| 札幌→函館 DD51-1100(函館)(前)、1138(函館)(後)（重連） \| 函館→青森 ED79-20(青函) \| 函館→青森 ED79-20(青函) \| 函館→青森 ED79-20(青函) \| 函館→青森 ED79-20(青函) \| 青森→上野 EF510-515(田端) \| 青森→上野 EF510-515(田端) \| 青森→上野 EF510-515(田端) \| 青森→上野 EF510-515(田端) \| |                                                       |                                                       |                                                       |                                                       |                         |                         |                         |                         |                                                       |                                                       |                                                       |                                                       |
| 号車 | 1                                                     | 2                                                     | 3                                                     | 4                                                     | 5                       | 6                       | 7                       | 8                       | 9                                                     | 10                                                    | 11                                                    | 電源車                                                |
| 客車形式 | オハネフ25 214                                        | オロネ25 505                                          | オロハネ25 501                                        | オロハネ24 551                                        | オハネフ25 215          | オハ25 503              | スシ24 506              | オロネ25 506            | オロハネ25 503                                        | オロハネ24 553                                        | オハネフ25 14                                         | カニ24 508                                            |
| 機関車(下り) | 上野→青森 EF510-515(田端)                             | 上野→青森 EF510-515(田端)                             | 上野→青森 EF510-515(田端)                             | 上野→青森 EF510-515(田端)                             | 青森→函館 ED79-20(青函) | 青森→函館 ED79-20(青函) | 青森→函館 ED79-20(青函) | 青森→函館 ED79-20(青函) | 函館→札幌 DD51-1138(函館)(前)、1100(函館)(後)（重連） | 函館→札幌 DD51-1138(函館)(前)、1100(函館)(後)（重連） | 函館→札幌 DD51-1138(函館)(前)、1100(函館)(後)（重連） | 函館→札幌 DD51-1138(函館)(前)、1100(函館)(後)（重連） |
| 機関車(上り) | 札幌→函館 DD51-1100(函館)(前)、1138(函館)(後)（重連） | 札幌→函館 DD51-1100(函館)(前)、1138(函館)(後)（重連） | 札幌→函館 DD51-1100(函館)(前)、1138(函館)(後)（重連） | 札幌→函館 DD51-1100(函館)(前)、1138(函館)(後)（重連） | 函館→青森 ED79-20(青函) | 函館→青森 ED79-20(青函) | 函館→青森 ED79-20(青函) | 函館→青森 ED79-20(青函) | 青森→上野 EF510-515(田端)                             | 青森→上野 EF510-515(田端)                             | 青森→上野 EF510-515(田端)                             | 青森→上野 EF510-515(田端)                             |

- 2016年（平成28年）
  - 3月21日 - 「カシオペア」も上野着での運行を最後に一般販売分の運行終了（一旦は廃止扱い）。それと同時に上野発の一般販売が可能な夜行列車は半世紀の歴史に幕を閉じた[新聞 22][報道 22][報道 23][29]。また、団体専用列車ではあるが、上野発の夜行列車としては「TRAIN SUITE 四季島」が本格的なクルーズトレインとして後継している[報道 24][報道 25]。
  - 4月6日 - 「カシオペア」については半定期列車の廃止による一般販売分は運行が終了したが、同年6月以降に団体専用列車として上野 - 札幌間は「カシオペア紀行」の運行および、「カシオペアクルーズ」も運行再開が発表された[報道 26][新聞 23][新聞 24]。
  - 9月6日 - JR東日本公式としては、「Train Hostel 北斗星」という名称で北斗星用B寝台と個室用寝台を利用した宿泊施設を東京都中央区の既存ビル利用で同年12月に開設する予定を発表した。これは訪問外国人向けに「旅の道中が楽しくなるホステル」を目的で「北斗星」を疑似体験を可能とし、東北地方の観光情報案内もすることで東日本エリアの観光促進の意図もある[報道 27][新聞 25]。
  - 12月15日 - 前述の「Train Hostel 北斗星」が営業開始[新聞 26][新聞 27]。

- 以降は運行体系が変わるため、「カシオペア (列車)#団体専用列車「カシオペアクルーズ」「カシオペア紀行」」および「TRAIN SUITE 四季島」を参照。

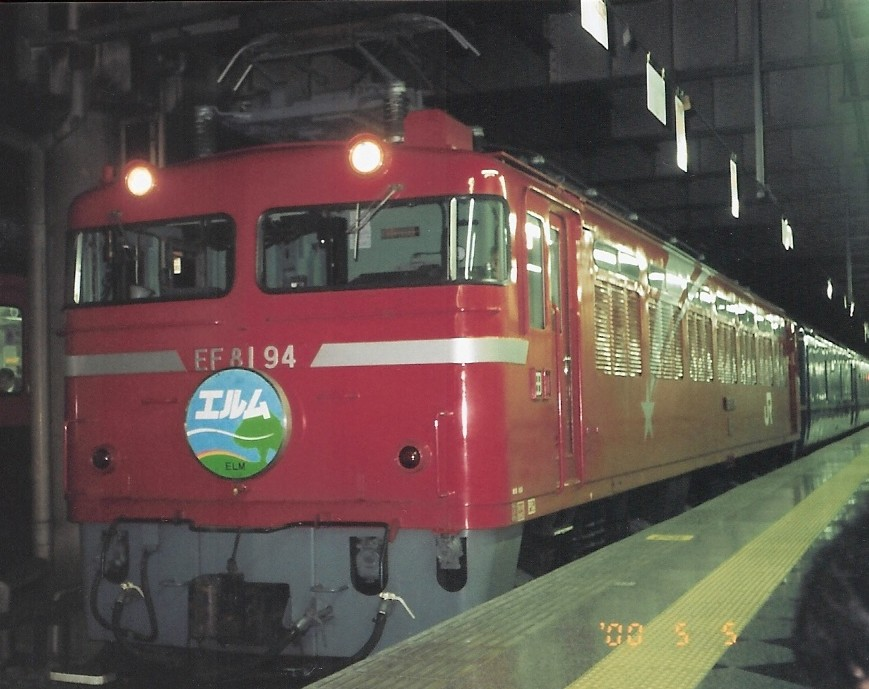
臨時列車「エルム」 （2000年5月5日 上野駅）
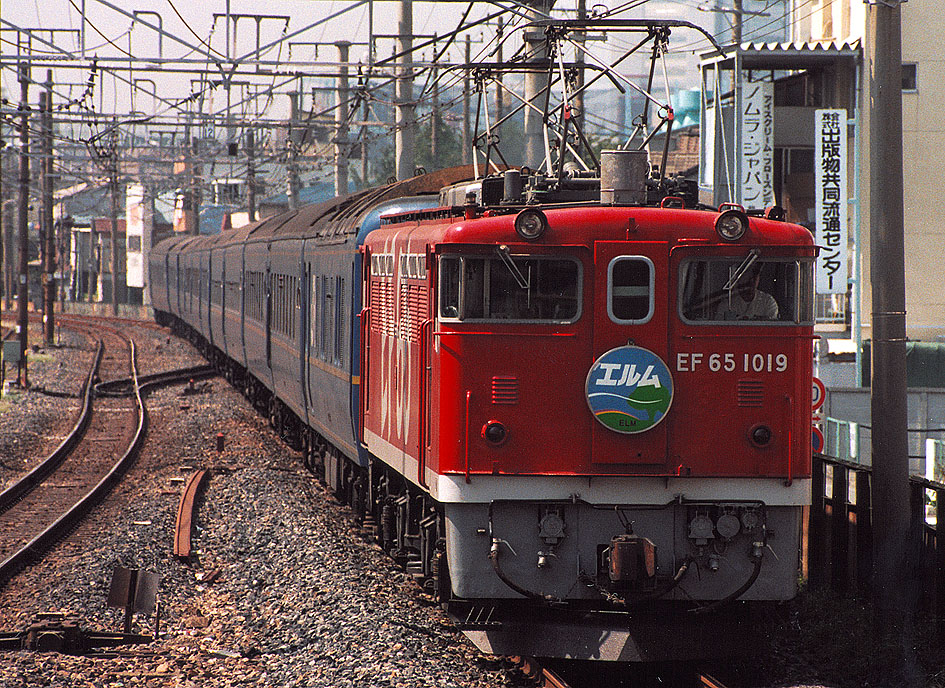
エルム（尾久駅）
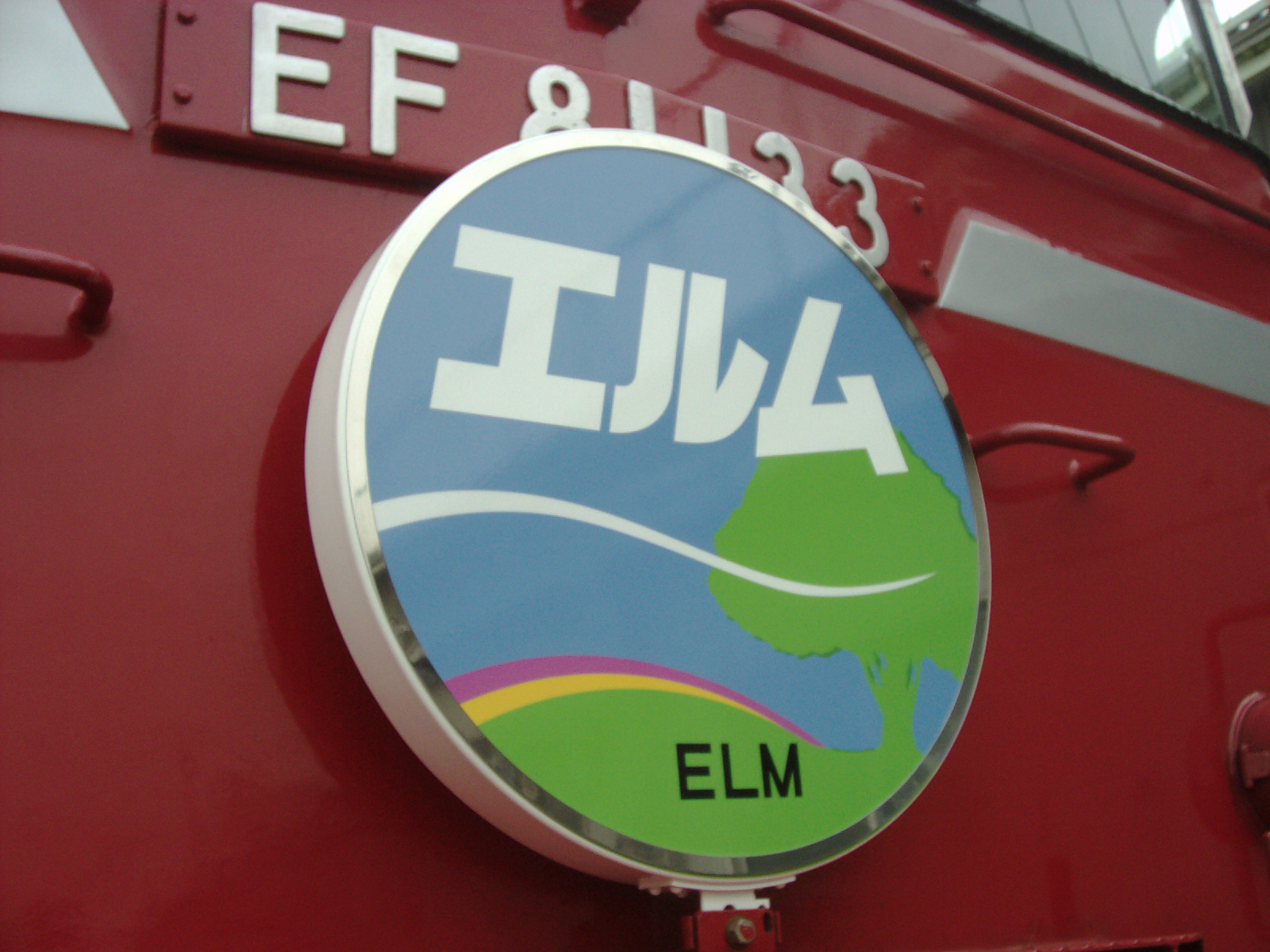
「エルム」ヘッドマーク
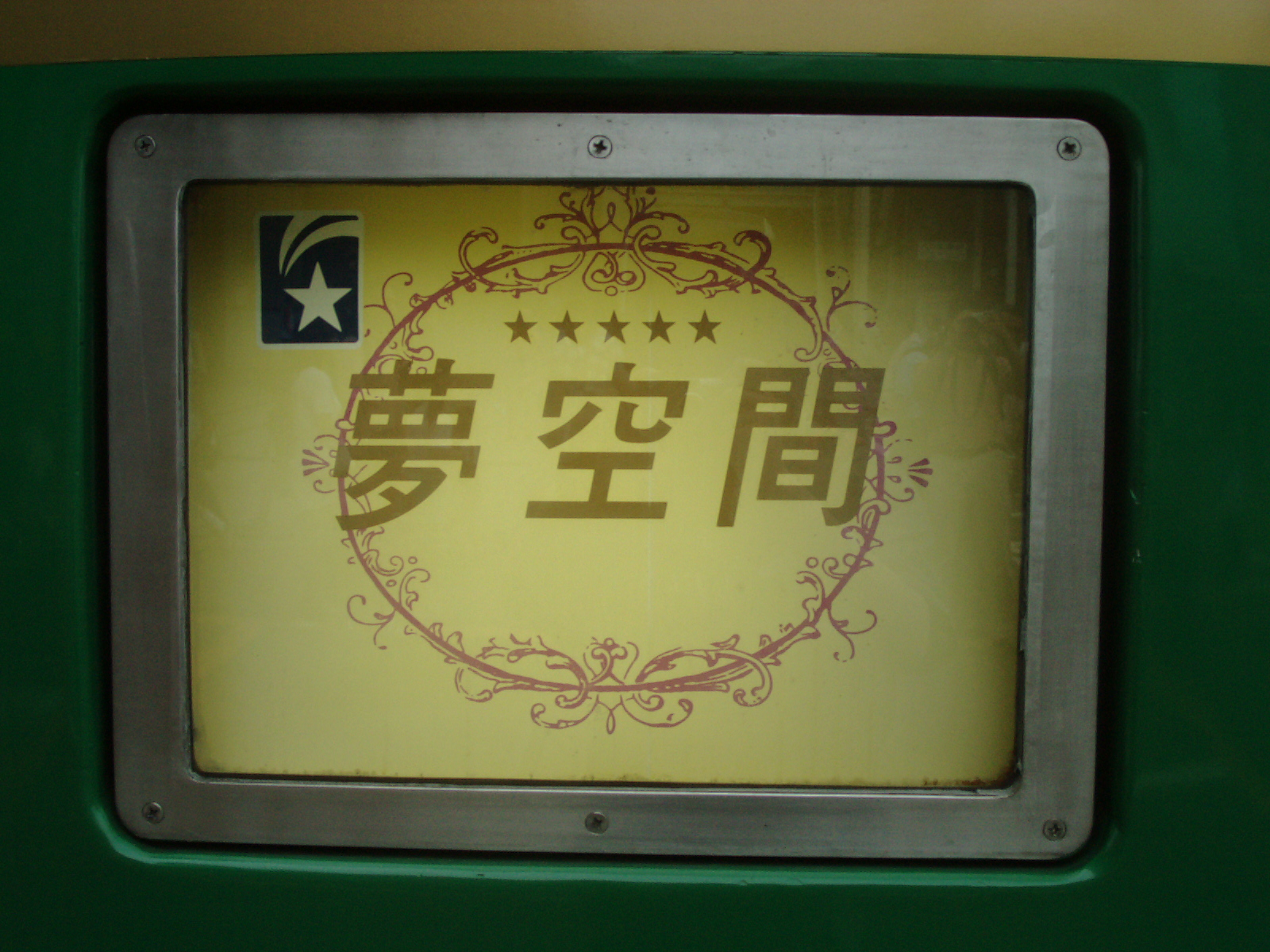
「夢空間北斗星」テールマーク
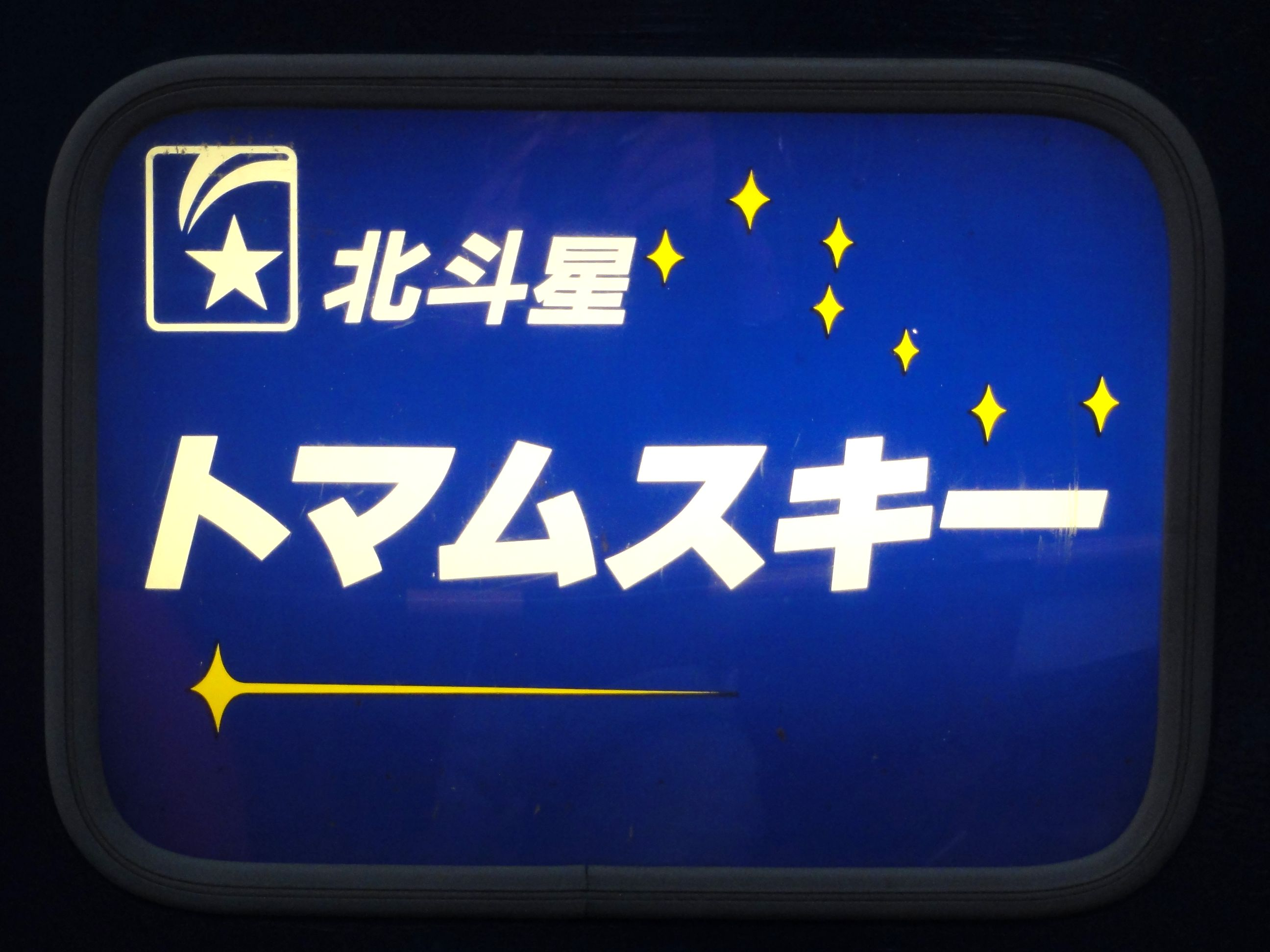
「北斗星トマムスキー」テールマーク

## その他
2023年、クック諸島より北斗星35周年の記念金貨および銀貨が発行されている。
- 50ドル金貨 - デザイン:DD51形機関車、反対側にチャールズ3世。直径30.00ミリ、7.77グラム。品位999.9。発行枚数:500。
- 10ドル銀貨 - デザイン:EF510形機関車、反対側にチャールズ3世。直径65.00ミリ、62.20グラム。品位999.9。発行枚数:1988。（以上出典:[30]）

### 関連施設

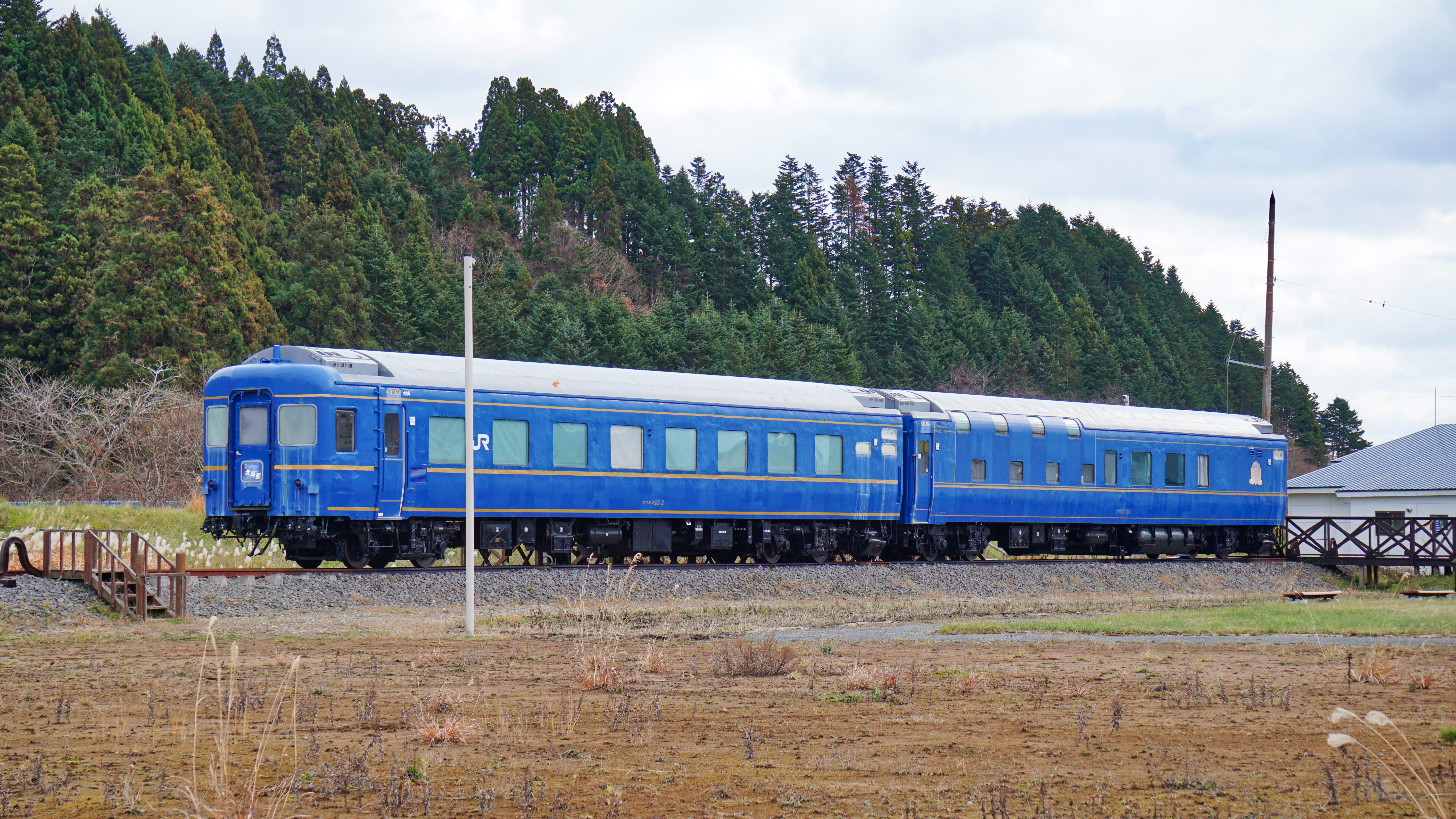
北斗星広場

- 「Train Hostel 北斗星」（東京都中央区日本橋馬喰町）
  - JR東日本が訪日外国人の宿泊スタイルの多様化・東日本エリアの観光促進を目的として、2016年12月15日に北斗星用B寝台と個室用寝台を利用して馬喰町駅直結のビル内に設置し営業を開始した[報道 27][新聞 25]。その後、COVID-19によりフロア貸切営業のみとしていたが、2021年7月末をもって運営会社の株式会社R.projectが撤退し営業を休止した[報道 28]。
- 「北斗星広場」（北海道北斗市）
  - 道南いさりび鉄道・茂辺地駅近くで客車2両を展示。輸送・設置費用などはクラウドファンディングで募った[31][32]。後に客車2両の車体錆落としと再塗装を行い、2022年4月22日に北斗市内の合同会社「靑」による運営で、併設のトレーラーハウス2棟とともに構成されたゲストハウスとして営業を開始した。宿泊予約は楽天トラベルで受け付けている[33]。

### 商標
「北斗星」は、北海道旅客鉄道が商標として登録している。
| 登録項目等 | 内容等                   |
| ---------- | ------------------------ |
| 商標       | 北斗星                   |
| 称呼       | ホクトセー               |
| 出願番号   | 商願平04-229282          |
| 出願日     | 1992年(平成4年)9月26日   |
| 登録番号   | 第3062904号              |
| 登録日     | 1995年(平成7年)7月31日   |
| 権利者     | 北海道旅客鉄道株式会社   |
| 役務等区分 | 39類（旅客車による輸送） |